# Liste der Personenwagen der Reichseisenbahnen Elsass-Lothringen
|  | Der Artikel ist noch nicht komplett vollständig. Ergänzungen sind willkommen. |

Die Liste der Personenwagen der E.L. ist eine Zusammenstellung aller bei den Reichseisenbahnen Elsass-Lothringen der Zeit zwischen 1870 und 1919 beschafften und zum Einsatz gekommenen Bahneigenen Personen-, Pack- und Bahnpostwagen. Die für die Liste ausgewählten Daten entsprechen in etwa den in dem Wagenstandsverzeichnis angegebenen. Die Reihenfolge der Auflistung erfolgt nach der Struktur der Wagenverzeichnisse.

## Liste der Hauptbahnwagen, Regelspur
Zur eindeutigen Identifizierung der Wagen wird die Skizzen-Nr. aus bis dato einzig vorhandenem Wagenverzeichnis von 1911 verwendet. Es handelt sich somit nicht um die Nummer einer Musterzeichnung. Soweit bekannt werden unter der Skizzen-Nr. die K.P.E.V.-Musterzeichnungsnummern der Preußischen Staatseisenbahnen angegeben.

### Übersicht über die Salonwagen
| Zweiachsige Salonwagen der E.L.  | Zweiachsige Salonwagen der E.L. | Zweiachsige Salonwagen der E.L. | Zweiachsige Salonwagen der E.L. | Zweiachsige Salonwagen der E.L. | Zweiachsige Salonwagen der E.L. | Zweiachsige Salonwagen der E.L. | Zweiachsige Salonwagen der E.L. | Zweiachsige Salonwagen der E.L. | Zweiachsige Salonwagen der E.L. | Zweiachsige Salonwagen der E.L. | Zweiachsige Salonwagen der E.L. | Zweiachsige Salonwagen der E.L. | Zweiachsige Salonwagen der E.L. | Zweiachsige Salonwagen der E.L. | Zweiachsige Salonwagen der E.L. | Zweiachsige Salonwagen der E.L. | Zweiachsige Salonwagen der E.L. | Zweiachsige Salonwagen der E.L. | Zweiachsige Salonwagen der E.L.                     |
| E.L. Skizze Nr.                  | K.P.E.V. Muster- blatt          | Gat- tung                       | Nummern                         | Her- steller                    | Baujahr                         | Anz.                            | Anz. Abteile                    | Anz. Abteile                    | Anz. Abteile                    | Anz. Abteile                    | Anz. Sitze                      | Anz. Sitze                      | Anz. Sitze                      | Anz. Sitze                      | Anz. Toil.                      | Anz. Ach- sen                   | LüP [mm]                        | Achs- stand [mm]                | Bemerkungen                                         |
| E.L. Skizze Nr.                  | K.P.E.V. Muster- blatt          | Gat- tung                       | Nummern                         | Her- steller                    | Baujahr                         | Anz.                            | I                               | II                              | III                             | VI                              | I                               | II                              | III                             | VI                              | Anz. Toil.                      | Anz. Ach- sen                   | LüP [mm]                        | Achs- stand [mm]                | Bemerkungen                                         |
| -------------------------------- | ------------------------------- | ------------------------------- | ------------------------------- | ------------------------------- | ------------------------------- | ------------------------------- | ------------------------------- | ------------------------------- | ------------------------------- | ------------------------------- | ------------------------------- | ------------------------------- | ------------------------------- | ------------------------------- | ------------------------------- | ------------------------------- | ------------------------------- | ------------------------------- | --------------------------------------------------- |
| 004                              |                                 | A                               | 55–56                           | Reifert                         | 1871                            | 2                               | 2                               |                                 |                                 |                                 | 10                              |                                 |                                 |                                 | 1                               | 2                               | 8.762                           | 4.294                           |                                                     |
| Dreiachsige Salonwagen der E.L.  |                                 |                                 |                                 |                                 |                                 |                                 |                                 |                                 |                                 |                                 |                                 |                                 |                                 |                                 |                                 |                                 |                                 |                                 |                                                     |
| 006                              |                                 | AB                              | 58–59                           | MAN                             | 1874                            | 2                               | 1                               | 1                               |                                 |                                 |                                 | 10                              | 4                               |                                 | 1                               | 3                               | 9.300                           | 6.000 3.000                     | Tonnendach; ohne Übergang                           |
| Vierachsige Salonwagen der E.L.  |                                 |                                 |                                 |                                 |                                 |                                 |                                 |                                 |                                 |                                 |                                 |                                 |                                 |                                 |                                 |                                 |                                 |                                 |                                                     |
| 008                              |                                 | AA                              | 60                              | Gastell                         | 1894                            | 1                               | 2                               | 4                               |                                 |                                 | 4                               | 11                              |                                 |                                 | 3                               | 4                               | 18.610                          | 12.320 1.800                    | Fürstlicher Salonwagen; Tonnendach; ohne Übergang   |
| 110                              |                                 | AAü                             | 1912                            | Gastell                         | 1899                            | 1                               | 4                               | 1                               |                                 |                                 | 4                               | 3                               |                                 |                                 | 2                               | 4                               | 19.030                          | 13.000 2.500                    | Fürstlicher Salonwagen; mit Tonnendach und Übergang |
| Sechsachsige Salonwagen der E.L. |                                 |                                 |                                 |                                 |                                 |                                 |                                 |                                 |                                 |                                 |                                 |                                 |                                 |                                 |                                 |                                 |                                 |                                 |                                                     |
| 008                              |                                 | AA                              | 1939                            | Gastell                         | 1906                            | 1                               | 2                               | 3                               |                                 |                                 | 2                               | 6                               |                                 |                                 | 2                               | 6                               | 19.090                          | 12.740 1.800                    | Fürstlicher Salonwagen; mit Tonnendach und Übergang |

### Übersicht über die Dienstwagen
| Revisionswagen der E.L. | Revisionswagen der E.L. | Revisionswagen der E.L. | Revisionswagen der E.L. | Revisionswagen der E.L. | Revisionswagen der E.L. | Revisionswagen der E.L. | Revisionswagen der E.L. | Revisionswagen der E.L. | Revisionswagen der E.L. | Revisionswagen der E.L. | Revisionswagen der E.L. | Revisionswagen der E.L. | Revisionswagen der E.L. | Revisionswagen der E.L. | Revisionswagen der E.L. | Revisionswagen der E.L. | Revisionswagen der E.L. | Revisionswagen der E.L. | Revisionswagen der E.L.                                                                                  |
| E.L. Skizze Nr.         | K.P.E.V. Muster- blatt  | Gat- tung               | Nummern                 | Her- steller            | Baujahr                 | Anz.                    | Anz. Abteile            | Anz. Abteile            | Anz. Abteile            | Anz. Abteile            | Anz. Sitze              | Anz. Sitze              | Anz. Sitze              | Anz. Sitze              | Anz. Toil.              | Anz. Ach- sen           | LüP [mm]                | Achs- stand [mm]        | Bemerkungen                                                                                              |
| E.L. Skizze Nr.         | K.P.E.V. Muster- blatt  | Gat- tung               | Nummern                 | Her- steller            | Baujahr                 | Anz.                    | I                       | II                      | III                     | VI                      | I                       | II                      | III                     | VI                      | Anz. Toil.              | Anz. Ach- sen           | LüP [mm]                | Achs- stand [mm]        | Bemerkungen                                                                                              |
| ----------------------- | ----------------------- | ----------------------- | ----------------------- | ----------------------- | ----------------------- | ----------------------- | ----------------------- | ----------------------- | ----------------------- | ----------------------- | ----------------------- | ----------------------- | ----------------------- | ----------------------- | ----------------------- | ----------------------- | ----------------------- | ----------------------- | --- |
| 005                     |                         | A                       | 57                      | Schmieder               | 1871                    | 1                       |                         | 1                       | 1                       |                         |                         | 8                       | 15                      |                         | 1                       | 2                       | 9.100                   | 4.500                   | Umbau 1901/02 in der Werkstätte Bischheim; eine offene Endplattform; flaches Dach; seitliche Laufbretter |
| 010                     |                         | A                       | 87                      | Gastell                 | 1888                    | 1                       | 3                       |                         |                         |                         | 16                      |                         |                         |                         | 1                       | 3                       | 11.300                  | 7.500 3.750             | 1901 Umbau aus einem AB in der Werkstätte Bischheim; flaches Dach; seitliche Laufbretter                 |
| 031                     |                         | A                       | 213                     | Martigny                | 1878                    | 1                       | 1                       |                         |                         |                         | 9                       |                         |                         |                         | 1                       | 2                       | 8.965                   | 6.000                   | Umbau des Wagens aus der Skizze 25 in der Betriebswerkstätte der EL in Montigny                          |

| Arztwagen der E.L. | Arztwagen der E.L.     | Arztwagen der E.L. | Arztwagen der E.L. | Arztwagen der E.L. | Arztwagen der E.L. | Arztwagen der E.L. | Arztwagen der E.L. | Arztwagen der E.L. | Arztwagen der E.L. | Arztwagen der E.L. | Arztwagen der E.L. | Arztwagen der E.L. | Arztwagen der E.L. | Arztwagen der E.L. | Arztwagen der E.L. | Arztwagen der E.L. | Arztwagen der E.L. | Arztwagen der E.L. | Arztwagen der E.L. |
| E.L. Skizze Nr.    | K.P.E.V. Muster- blatt | Gat- tung          | Nummern            | Her- steller       | Baujahr            | Anz.               | Anz. Abteile       | Anz. Abteile       | Anz. Abteile       | Anz. Abteile       | Anz. Sitze         | Anz. Sitze         | Anz. Sitze         | Anz. Sitze         | Anz. Toil.         | Anz. Ach- sen      | LüP [mm]           | Achs- stand [mm]   | Bemerkungen |
| E.L. Skizze Nr.    | K.P.E.V. Muster- blatt | Gat- tung          | Nummern            | Her- steller       | Baujahr            | Anz.               | I                  | II                 | III                | VI                 | I                  | II                 | III                | VI                 | Anz. Toil.         | Anz. Ach- sen      | LüP [mm]           | Achs- stand [mm]   | Bemerkungen |
| ------------------ | ---------------------- | ------------------ | ------------------ | ------------------ | ------------------ | ------------------ | ------------------ | ------------------ | ------------------ | ------------------ | ------------------ | ------------------ | ------------------ | ------------------ | ------------------ | ------------------ | ------------------ | ------------------ | --- |
| 062                |                        | A                  | 837-841            | de Dietrich        | 1883               | 5                  | 3                  |                    |                    |                    | 5                  |                    |                    |                    | 1                  | 2                  | 10.500             | 4.860              | ursprüngliche Wagen Gattung „C“ 1903 umgebaut zu Arztwagen; 3 Krankenliegen; flaches Dach mit Laternenaufbau über Behandlungsraum; seitliche Laufbretter; |

| Gefangenenwagen der E.L. | Gefangenenwagen der E.L. | Gefangenenwagen der E.L. | Gefangenenwagen der E.L. | Gefangenenwagen der E.L. | Gefangenenwagen der E.L. | Gefangenenwagen der E.L. | Gefangenenwagen der E.L. | Gefangenenwagen der E.L. | Gefangenenwagen der E.L. | Gefangenenwagen der E.L. | Gefangenenwagen der E.L. | Gefangenenwagen der E.L. | Gefangenenwagen der E.L. | Gefangenenwagen der E.L. | Gefangenenwagen der E.L. | Gefangenenwagen der E.L. | Gefangenenwagen der E.L. | Gefangenenwagen der E.L. | Gefangenenwagen der E.L.                                                                                  |
| E.L. Skizze Nr.          | K.P.E.V. Muster- blatt   | Gat- tung                | Nummern                  | Her- steller             | Baujahr                  | Anz.                     | Anz. Abteile             | Anz. Abteile             | Anz. Abteile             | Anz. Abteile             | Anz. Sitze               | Anz. Sitze               | Anz. Sitze               | Anz. Sitze               | Anz. Toil.               | Anz. Ach- sen            | LüP [mm]                 | Achs- stand [mm]         | Bemerkungen                                                                                               |
| E.L. Skizze Nr.          | K.P.E.V. Muster- blatt   | Gat- tung                | Nummern                  | Her- steller             | Baujahr                  | Anz.                     | I                        | II                       | III                      | VI                       | I                        | II                       | III                      | VI                       | Anz. Toil.               | Anz. Ach- sen            | LüP [mm]                 | Achs- stand [mm]         | Bemerkungen                                                                                               |
| ------------------------ | ------------------------ | ------------------------ | ------------------------ | ------------------------ | ------------------------ | ------------------------ | ------------------------ | ------------------------ | ------------------------ | ------------------------ | ------------------------ | ------------------------ | ------------------------ | ------------------------ | ------------------------ | ------------------------ | ------------------------ | ------------------------ | --- |
| 038                      |                          | C                        | 401                      | Reifert                  | 1872                     | 1                        |                          |                          | 5                        |                          |                          |                          | 36                       |                          | 1                        | 2                        | 8.930                    | 4.864                    | vier abschließbare Zellenabteile und ein Abteil für Begleitpersonal; flaches Dach; seitliche Laufbretter; |

### Übersicht über die Abteilwagen

#### Die Zweiachser Abteilwagen der E.L.
| Zweiachsige Abteilwagen der E.L. | Zweiachsige Abteilwagen der E.L. | Zweiachsige Abteilwagen der E.L. | Zweiachsige Abteilwagen der E.L. | Zweiachsige Abteilwagen der E.L. | Zweiachsige Abteilwagen der E.L. | Zweiachsige Abteilwagen der E.L.                                            | Zweiachsige Abteilwagen der E.L.                                      | Zweiachsige Abteilwagen der E.L. | Zweiachsige Abteilwagen der E.L. | Zweiachsige Abteilwagen der E.L. | Zweiachsige Abteilwagen der E.L. | Zweiachsige Abteilwagen der E.L. | Zweiachsige Abteilwagen der E.L. | Zweiachsige Abteilwagen der E.L. | Zweiachsige Abteilwagen der E.L. | Zweiachsige Abteilwagen der E.L. | Zweiachsige Abteilwagen der E.L. | Zweiachsige Abteilwagen der E.L. | Zweiachsige Abteilwagen der E.L. |
| E.L. Skizze Nr.                  | K.P.E.V. Muster- blatt           | Gat- tung                        | Nummern                          | Her- steller                     | Baujahr                          | Anz.                                                                        | Anz. Abteile                                                          | Anz. Abteile                     | Anz. Abteile                     | Anz. Abteile                     | Anz. Sitze                       | Anz. Sitze                       | Anz. Sitze                       | Anz. Sitze                       | Anz. Toil.                       | Anz. Ach- sen                    | LüP [mm]                         | Achs- stand [mm]                 | Bemerkungen |
| E.L. Skizze Nr.                  | K.P.E.V. Muster- blatt           | Gat- tung                        | Nummern                          | Her- steller                     | Baujahr                          | Anz.                                                                        | I                                                                     | II                               | III                              | VI                               | I                                | II                               | III                              | VI                               | Anz. Toil.                       | Anz. Ach- sen                    | LüP [mm]                         | Achs- stand [mm]                 | Bemerkungen |
| ältere Bauarten ab 1895 bis 1904 | ältere Bauarten ab 1895 bis 1904 | ältere Bauarten ab 1895 bis 1904 | ältere Bauarten ab 1895 bis 1904 | ältere Bauarten ab 1895 bis 1904 | ältere Bauarten ab 1895 bis 1904 | ältere Bauarten ab 1895 bis 1904                                            | ältere Bauarten ab 1895 bis 1904                                      | ältere Bauarten ab 1895 bis 1904 | ältere Bauarten ab 1895 bis 1904 | ältere Bauarten ab 1895 bis 1904 | ältere Bauarten ab 1895 bis 1904 | ältere Bauarten ab 1895 bis 1904 | ältere Bauarten ab 1895 bis 1904 | ältere Bauarten ab 1895 bis 1904 | ältere Bauarten ab 1895 bis 1904 | ältere Bauarten ab 1895 bis 1904 | ältere Bauarten ab 1895 bis 1904 | ältere Bauarten ab 1895 bis 1904 | ältere Bauarten ab 1895 bis 1904 |
| -------------------------------- | -------------------------------- | -------------------------------- | -------------------------------- | -------------------------------- | -------------------------------- | --------------------------------------------------------------------------- | --------------------------------------------------------------------- | -------------------------------- | -------------------------------- | -------------------------------- | -------------------------------- | -------------------------------- | -------------------------------- | -------------------------------- | -------------------------------- | -------------------------------- | -------------------------------- | -------------------------------- | --- |
| 013                              |                                  | AB                               | 101–136                          | Pflug                            | 1872                             | 18                                                                          | 1                                                                     | 3                                |                                  |                                  | 6                                | 24                               |                                  |                                  |                                  | 2                                | 8.860                            | 4.865                            | ein Wagen mit Bremserhaus |
| 013                              | 3                                | AB                               | 101–136                          | Pflug                            | 1872                             | 1                                                                           | 2                                                                     |                                  |                                  | 5                                | 15                               |                                  |                                  | 2                                | 2                                | zwei Wagen mit Bremserhaus       | 8.860                            | 4.865                            | |
| 013                              | 3                                | AB                               | 101–136                          | Pflug                            | 1872                             | 2                                                                           | 2                                                                     |                                  |                                  | 12                               | 16                               |                                  |                                  |                                  | 2                                | ein Wagen mit Bremserhaus        | 8.860                            | 4.865                            | |
| 013                              | B                                | 10                               | 101–136                          | Pflug                            | 1872                             |                                                                             | 3                                                                     |                                  |                                  |                                  | 21                               |                                  |                                  | 2                                | 2                                | zwei Wagen mit Bremserhaus       | 8.860                            | 4.865                            | |
| 013                              | B                                | 2                                | 101–136                          | Pflug                            | 1872                             |                                                                             | 4                                                                     |                                  |                                  |                                  | 32                               |                                  |                                  |                                  | 2                                | ein Wagen mit Bremserhaus        | 8.860                            | 4.865                            | |
| 015                              |                                  | AB                               | 12-137                           | Schmieder                        | 1871                             | 12                                                                          | 1                                                                     | 3                                |                                  |                                  | 6                                | 24                               |                                  |                                  |                                  | 2                                | 9.210                            | 4.800                            | hochgesetztes Bremserhaus; flaches Dach; seitliche Laufbretter                                                                            |
| 023                              |                                  | ABC                              | 171-180                          | Breslau                          | 1873                             | 10                                                                          | 1                                                                     | 1                                | 2                                |                                  | 6                                | 8                                | 20                               |                                  |                                  | 2                                | 8.670                            | 4.200                            | hochgesetztes Bremserhaus; Tonnendach; seitliche Laufbretter                                                                              |
| 024                              |                                  | ABC                              | 181, 187 190 195-200             | Gastell                          | 1873                             | 9                                                                           | 1                                                                     | 1                                | 2                                |                                  | 6                                | 8                                | 20                               |                                  |                                  | 2                                | 8.670                            | 4.200                            | hochgesetztes Bremserhaus; Tonnendach; seitliche Laufbretter                                                                              |
| 024                              | BC                               | 182-186 188, 189 191-194         | 11                               | Gastell                          | 1873                             |                                                                             | 2                                                                     | 2                                |                                  |                                  | 16                               | 20                               |                                  |                                  |                                  | 2                                | 8.670                            | 4.200                            | hochgesetztes Bremserhaus; Tonnendach; seitliche Laufbretter                                                                              |
| 025                              |                                  | AB und B                         | 201-236                          | Gastell                          | 1871/72                          | 36                                                                          | 1(0)                                                                  | 3(4)                             |                                  |                                  | 5(0)                             | 22(32)                           |                                  |                                  | 1                                | 2                                | 8.030                            | 4.865                            | mit und ohne Bremserhaus; unterschiedliche Abteilzusammenstellungen; Wagen 213 zu Revisionswagen umgebaut (siehe Skizze 31)               |
| 025                              | 237-272                          | AB und B                         | Pflug                            | 1872                             | 36                               | 1(0)                                                                        | 3(4)                                                                  |                                  |                                  | 5(0)                             | 22(32)                           |                                  |                                  | 1                                |                                  | 2                                | 8.030                            | 4.865                            | mit und ohne Bremserhaus; unterschiedliche Abteilzusammenstellungen; Wagen 213 zu Revisionswagen umgebaut (siehe Skizze 31)               |
| 025                              | 273-290                          | AB und B                         | MAN                              | 1872                             | 18                               | 1(0)                                                                        | 3(4)                                                                  |                                  |                                  | 5(0)                             | 22(32)                           |                                  |                                  | 1                                |                                  | 2                                | 8.030                            | 4.865                            | mit und ohne Bremserhaus; unterschiedliche Abteilzusammenstellungen; Wagen 213 zu Revisionswagen umgebaut (siehe Skizze 31)               |
| 025                              | 291-308                          | AB und B                         | Brüssel                          | 1872                             | 18                               | 1(0)                                                                        | 3(4)                                                                  |                                  |                                  | 5(0)                             | 22(32)                           |                                  |                                  | 1                                |                                  | 2                                | 8.030                            | 4.865                            | mit und ohne Bremserhaus; unterschiedliche Abteilzusammenstellungen; Wagen 213 zu Revisionswagen umgebaut (siehe Skizze 31)               |
| 025                              | 309-314                          | AB und B                         | Rastatt                          | 1873                             | 6                                | 1(0)                                                                        | 3(4)                                                                  |                                  |                                  | 5(0)                             | 22(32)                           |                                  |                                  | 1                                |                                  | 2                                | 8.030                            | 4.865                            | mit und ohne Bremserhaus; unterschiedliche Abteilzusammenstellungen; Wagen 213 zu Revisionswagen umgebaut (siehe Skizze 31)               |
| 032                              |                                  | AB                               | 315-362                          | Gastell                          | 1873/74                          | 48                                                                          | 1                                                                     | 3                                |                                  |                                  | 5(6)                             | 16(22)                           |                                  |                                  | (0,1,2)                          | 2                                | 9.110                            | 4.800                            | mit und ohne Bremserhaus; unterschiedliche Abteilaufteilung; seitliche Laufbretter                                                        |
| 032                              | 361-390                          | AB                               | Breslau                          | 1872                             | 28                               |                                                                             | 1                                                                     | 3                                |                                  |                                  | 5(6)                             | 16(22)                           |                                  |                                  | (0,1,2)                          | 2                                | 9.110                            | 4.800                            | mit und ohne Bremserhaus; unterschiedliche Abteilaufteilung; seitliche Laufbretter                                                        |
| 039                              | Blatt 2                          | C                                | 402-500                          | Reifert                          | 1872                             | 99                                                                          |                                                                       |                                  | 2                                |                                  |                                  |                                  | 34                               |                                  |                                  | 2                                | 8.950                            | 4.824                            | teilw. hochgesetztes Bremserhaus; seitliche Laufbretter; flaches Dach; Wagen teilweise als CPost eingerichtet gemäß Skizzen 040c und 041c |
| 039                              | Blatt 2                          | C                                | 537-636                          | Breslau                          | 1872                             | 100                                                                         | teilw. hochgesetztes Bremserhaus; seitliche Laufbretter; flaches Dach |                                  | 2                                |                                  |                                  |                                  | 34                               |                                  |                                  | 2                                | 8.950                            | 4.824                            | |
| 044                              |                                  | C                                | 501-536                          | Gastell                          | 1872                             | 36                                                                          |                                                                       |                                  | 2                                |                                  |                                  |                                  | 50                               |                                  | 2                                | 2                                | 8.950                            | 4.864                            | mit und ohne hochgesetztes Bremserhaus; Traglastabteile; flaches Dach; seitliche Laufbretter                                              |
| 063                              |                                  | BC                               | 848-860                          | Breslau                          | 1873                             | 12                                                                          |                                                                       | 2                                | 3                                |                                  |                                  | 16                               | 30                               |                                  |                                  | 2                                | 9.120                            | 4.700                            | mit und ohne hochgesetztes Bremserhaus; flaches Dach; seitliche Laufbretter                                                               |
| 063                              | 861-869                          | BC                               | 9                                | Breslau                          | 1873                             | mit hochgesetztem Bremserhaus; flaches Dach; seitliche Laufbretter          |                                                                       | 2                                | 3                                |                                  |                                  | 16                               | 30                               |                                  |                                  | 2                                | 9.120                            | 4.700                            | |
| 063                              | 870-882                          | BC                               | 13                               | Breslau                          | 1873                             | mit und ohne hochgesetztes Bremserhaus; flaches Dach; seitliche Laufbretter |                                                                       | 2                                | 3                                |                                  |                                  | 16                               | 30                               |                                  |                                  | 2                                | 9.120                            | 4.700                            | |
| 081                              |                                  | C                                | 1455–1471                        | de Dietrich                      | 1892                             | 17                                                                          |                                                                       |                                  | 7                                |                                  |                                  |                                  | 56                               |                                  | 2                                | 2                                | 12.860                           | 6.400                            | mit und ohne Bremserhaus |
| 081                              | 1472–1493                        | C                                | 1893                             | de Dietrich                      | 22                               |                                                                             |                                                                       | 7                                |                                  |                                  |                                  | 56                               |                                  |                                  | 2                                | 2                                | 12.860                           | 6.400                            | mit und ohne Bremserhaus |
| 081                              | 1494–1508                        | C                                | 1894                             | de Dietrich                      | 15                               |                                                                             |                                                                       | 7                                |                                  |                                  |                                  | 56                               |                                  |                                  | 2                                | 2                                | 12.860                           | 6.400                            | mit und ohne Bremserhaus |
| 081                              |                                  | C                                | 1509–1524                        | Rathgeber                        | 1892                             | 16                                                                          |                                                                       |                                  | 7                                |                                  |                                  |                                  | 56                               |                                  | 2                                | 2                                | 12.860                           | 6.400                            | mit und ohne Bremserhaus |
| Neuere Bauarten ab 1904          |                                  |                                  |                                  |                                  |                                  |                                                                             |                                                                       |                                  |                                  |                                  |                                  |                                  |                                  |                                  |                                  |                                  |                                  |                                  | |
| 081                              |                                  | C                                | 1041-1043                        | de Dietrich                      | 1911                             | 3                                                                           |                                                                       |                                  | 7                                |                                  |                                  |                                  | 56                               |                                  | 2                                | 2                                | 12.860                           | 6.400                            | mit und ohne Bremserhaus; Lenkachsen; Sprengwerk; seitliche Laufbretter                                                                   |
| 081                              | 2170-2184                        | C                                | 15                               | de Dietrich                      | 1911                             |                                                                             |                                                                       |                                  | 7                                |                                  |                                  |                                  | 56                               |                                  | 2                                | 2                                | 12.860                           | 6.400                            | mit und ohne Bremserhaus; Lenkachsen; Sprengwerk; seitliche Laufbretter                                                                   |
| 081                              | 2186-2204                        | C                                | 19                               | de Dietrich                      | 1911                             |                                                                             |                                                                       |                                  | 7                                |                                  |                                  |                                  | 56                               |                                  | 2                                | 2                                | 12.860                           | 6.400                            | mit und ohne Bremserhaus; Lenkachsen; Sprengwerk; seitliche Laufbretter                                                                   |
| 081                              | 2207-2210                        | C                                | 4                                | de Dietrich                      | 1911                             |                                                                             |                                                                       |                                  | 7                                |                                  |                                  |                                  | 56                               |                                  | 2                                | 2                                | 12.860                           | 6.400                            | mit und ohne Bremserhaus; Lenkachsen; Sprengwerk; seitliche Laufbretter                                                                   |

#### Die Dreiachsigen Abteilwagen der E.L.
| Dreiachsige Abteilwagen der E.L. | Dreiachsige Abteilwagen der E.L. | Dreiachsige Abteilwagen der E.L. | Dreiachsige Abteilwagen der E.L. | Dreiachsige Abteilwagen der E.L. | Dreiachsige Abteilwagen der E.L. | Dreiachsige Abteilwagen der E.L. | Dreiachsige Abteilwagen der E.L. | Dreiachsige Abteilwagen der E.L. | Dreiachsige Abteilwagen der E.L.                                      | Dreiachsige Abteilwagen der E.L. | Dreiachsige Abteilwagen der E.L. | Dreiachsige Abteilwagen der E.L. | Dreiachsige Abteilwagen der E.L. | Dreiachsige Abteilwagen der E.L. | Dreiachsige Abteilwagen der E.L. | Dreiachsige Abteilwagen der E.L. | Dreiachsige Abteilwagen der E.L. | Dreiachsige Abteilwagen der E.L. | Dreiachsige Abteilwagen der E.L.                                                                                          |
| E.L. Skizze Nr.                  | K.P.E.V. Muster- blatt           | Gat- tung                        | Nummern                          | Her- steller                     | Baujahr                          | Anz.                             | Anz. Abteile                     | Anz. Abteile                     | Anz. Abteile                                                          | Anz. Abteile                     | Anz. Sitze                       | Anz. Sitze                       | Anz. Sitze                       | Anz. Sitze                       | Anz. Toil.                       | Anz. Ach- sen                    | LüP [mm]                         | Achs- stand [mm]                 | Bemerkungen |
| E.L. Skizze Nr.                  | K.P.E.V. Muster- blatt           | Gat- tung                        | Nummern                          | Her- steller                     | Baujahr                          | Anz.                             | I                                | II                               | III                                                                   | VI                               | I                                | II                               | III                              | VI                               | Anz. Toil.                       | Anz. Ach- sen                    | LüP [mm]                         | Achs- stand [mm]                 | Bemerkungen |
| ältere Bauarten bis 1904         | ältere Bauarten bis 1904         | ältere Bauarten bis 1904         | ältere Bauarten bis 1904         | ältere Bauarten bis 1904         | ältere Bauarten bis 1904         | ältere Bauarten bis 1904         | ältere Bauarten bis 1904         | ältere Bauarten bis 1904         | ältere Bauarten bis 1904                                              | ältere Bauarten bis 1904         | ältere Bauarten bis 1904         | ältere Bauarten bis 1904         | ältere Bauarten bis 1904         | ältere Bauarten bis 1904         | ältere Bauarten bis 1904         | ältere Bauarten bis 1904         | ältere Bauarten bis 1904         | ältere Bauarten bis 1904         | ältere Bauarten bis 1904                                                                                                  |
| -------------------------------- | -------------------------------- | -------------------------------- | -------------------------------- | -------------------------------- | -------------------------------- | -------------------------------- | -------------------------------- | -------------------------------- | --------------------------------------------------------------------- | -------------------------------- | -------------------------------- | -------------------------------- | -------------------------------- | -------------------------------- | -------------------------------- | -------------------------------- | -------------------------------- | -------------------------------- | --- |
| 009                              |                                  | AB3                              | 61–65                            | Gastell                          | 1894                             | 5                                | 2                                | 3                                |                                                                       |                                  | 10                               | 20                               |                                  |                                  | 2                                | 3                                | 13.780                           | 8.900 4.450                      | hochgesetztes Bremserhaus; Tonnendach; Westinghouse-Bremse                                                                |
| 009                              | 66–70                            | AB3                              | 5                                | Gastell                          | 1894                             | 9.300 4.650                      | 2                                | 3                                | hochgesetztes Bremserhaus; Tonnendach; Westinghouse- und Hardy-Bremse |                                  | 10                               | 20                               |                                  |                                  | 2                                | 3                                | 13.780                           |                                  | |
| 010                              |                                  | AB3                              | 71–94                            | Gastell                          | 1888                             | 24                               | 2                                | 2                                |                                                                       |                                  | 10                               | 12                               |                                  |                                  | 4                                | 3                                | 11.800                           | 6.500 3.250                      | mit Bremserhaus und Tonnendach; seitliche Laufbretter; ein Teil wurde in Krankentransportwagen umgebaut (siehe Skizze 74) |
| 012                              |                                  | AB3                              | 95–100                           | Gastell                          | 1892                             | 6                                | 2                                | 3                                |                                                                       |                                  | 10                               | 20                               |                                  |                                  | 2                                | 3                                | 13.780                           | 9.300 4.650                      | mit Bremserhaus und Tonnendach; seitliche Laufbretter                                                                     |
| 036                              |                                  | AB3                              | 391–400                          | MAN                              | 1894                             | 10                               | 2                                | 3                                |                                                                       |                                  | 10                               | 20                               |                                  |                                  | 2                                | 3                                | 13.780                           | 9.300 4.650                      | mit Bremserhaus und Tonnendach; seitliche Laufbretter                                                                     |
| 065                              |                                  | AB3                              | 883–886                          | Gastell                          | 1898                             | 4                                | 1                                | 4                                |                                                                       |                                  | 5                                | 27                               |                                  |                                  | 2                                | 3                                | 13.880                           | 9.300 4.650                      | hochgesetztes Bremserhaus; Tonnendach; seitliche Laufbretter                                                              |
| 065                              | 887-893                          | AB3                              | 7                                | Gastell                          | 1898                             | 8.900 4.450                      | 1                                | 4                                |                                                                       |                                  | 5                                | 27                               |                                  |                                  | 2                                | 3                                | 13.880                           |                                  | hochgesetztes Bremserhaus; Tonnendach; seitliche Laufbretter                                                              |
| 069                              |                                  | AB3                              | 913–919                          | Gastell                          | 1899                             | 7                                | 1                                | 4                                |                                                                       |                                  | 5                                | 27                               |                                  |                                  | 2                                | 3                                | 13.780                           | 9.300 4.650                      | mit Bremserhaus und Tonnendach; seitliche Laufbretter                                                                     |
| 069                              | 920–929                          | AB3                              | 1900                             | Gastell                          | 10                               |                                  | 1                                | 4                                |                                                                       |                                  | 5                                | 27                               |                                  |                                  | 2                                | 3                                | 13.780                           | 9.300 4.650                      | mit Bremserhaus und Tonnendach; seitliche Laufbretter                                                                     |
| Neuere Bauarten ab 1904          |                                  |                                  |                                  |                                  |                                  |                                  |                                  |                                  |                                                                       |                                  |                                  |                                  |                                  |                                  |                                  |                                  |                                  |                                  | |
| 073 a                            | Ib 11                            | D3                               | 1204–1267                        | de Dietrich                      | 1907                             | 64                               |                                  |                                  |                                                                       | 6                                |                                  |                                  |                                  | 60                               | 2                                | 3                                | 12.200                           | 7.500 3.750                      | mit Bremserhaus und Laternendach; seitliche Laufbretter; Mittelachse seitlich verschiebbar                                |
| 073 a                            | Ib 11                            | D3                               | 1268–1330                        | Gastell                          | 1907                             | 63                               |                                  |                                  |                                                                       | 6                                |                                  |                                  |                                  | 60                               | 2                                | 3                                | 12.200                           | 7.500 3.750                      | mit Bremserhaus und Laternendach; seitliche Laufbretter; Mittelachse seitlich verschiebbar                                |
| 073 a                            | Ib 11                            | D3                               | 1149–1203                        | de Dietrich                      | 1907                             | 55                               |                                  |                                  |                                                                       | 6                                |                                  |                                  |                                  | 60                               | 2                                | 3                                | 12.200                           | 7.500 3.750                      | mit Bremserhaus und Laternendach; seitliche Laufbretter; Mittelachse seitlich verschiebbar                                |
| 073 a                            | Ib 11                            | D3                               | 1069–1108                        | de Dietrich                      | 1909                             | 40                               |                                  |                                  |                                                                       | 6                                |                                  |                                  |                                  | 60                               | 2                                | 3                                | 12.200                           | 7.500 3.750                      | mit Bremserhaus und Laternendach; seitliche Laufbretter; Mittelachse seitlich verschiebbar                                |

#### Die Drehgestell-Abteilwagen der E.L.
| Vierachsige Drehgestell-Abteilwagen der E.L. | Vierachsige Drehgestell-Abteilwagen der E.L. | Vierachsige Drehgestell-Abteilwagen der E.L. | Vierachsige Drehgestell-Abteilwagen der E.L. | Vierachsige Drehgestell-Abteilwagen der E.L. | Vierachsige Drehgestell-Abteilwagen der E.L. | Vierachsige Drehgestell-Abteilwagen der E.L. | Vierachsige Drehgestell-Abteilwagen der E.L. | Vierachsige Drehgestell-Abteilwagen der E.L. | Vierachsige Drehgestell-Abteilwagen der E.L. | Vierachsige Drehgestell-Abteilwagen der E.L. | Vierachsige Drehgestell-Abteilwagen der E.L. | Vierachsige Drehgestell-Abteilwagen der E.L. | Vierachsige Drehgestell-Abteilwagen der E.L. | Vierachsige Drehgestell-Abteilwagen der E.L. | Vierachsige Drehgestell-Abteilwagen der E.L. | Vierachsige Drehgestell-Abteilwagen der E.L. | Vierachsige Drehgestell-Abteilwagen der E.L. | Vierachsige Drehgestell-Abteilwagen der E.L. | Vierachsige Drehgestell-Abteilwagen der E.L.                                                                          |
| E.L. Skizze Nr.                              | K.P.E.V. Muster- blatt                       | Gat- tung                                    | Nummern                                      | Her- steller                                 | Baujahr                                      | Anz.                                         | Anz. Abteile                                 | Anz. Abteile                                 | Anz. Abteile                                 | Anz. Abteile                                 | Anz. Sitze                                   | Anz. Sitze                                   | Anz. Sitze                                   | Anz. Sitze                                   | Anz. Toil.                                   | Anz. Ach- sen                                | LüP [mm]                                     | Achs- stand [mm]                             | Bemerkungen |
| E.L. Skizze Nr.                              | K.P.E.V. Muster- blatt                       | Gat- tung                                    | Nummern                                      | Her- steller                                 | Baujahr                                      | Anz.                                         | I                                            | II                                           | III                                          | VI                                           | I                                            | II                                           | III                                          | VI                                           | Anz. Toil.                                   | Anz. Ach- sen                                | LüP [mm]                                     | Achs- stand [mm]                             | Bemerkungen |
| ältere Bauarten bis 1904                     | ältere Bauarten bis 1904                     | ältere Bauarten bis 1904                     | ältere Bauarten bis 1904                     | ältere Bauarten bis 1904                     | ältere Bauarten bis 1904                     | ältere Bauarten bis 1904                     | ältere Bauarten bis 1904                     | ältere Bauarten bis 1904                     | ältere Bauarten bis 1904                     | ältere Bauarten bis 1904                     | ältere Bauarten bis 1904                     | ältere Bauarten bis 1904                     | ältere Bauarten bis 1904                     | ältere Bauarten bis 1904                     | ältere Bauarten bis 1904                     | ältere Bauarten bis 1904                     | ältere Bauarten bis 1904                     | ältere Bauarten bis 1904                     | ältere Bauarten bis 1904                                                                                              |
| -------------------------------------------- | -------------------------------------------- | -------------------------------------------- | -------------------------------------------- | -------------------------------------------- | -------------------------------------------- | -------------------------------------------- | -------------------------------------------- | -------------------------------------------- | -------------------------------------------- | -------------------------------------------- | -------------------------------------------- | -------------------------------------------- | -------------------------------------------- | -------------------------------------------- | -------------------------------------------- | -------------------------------------------- | -------------------------------------------- | -------------------------------------------- | --- |
| 020                                          |                                              | ABB                                          | 63–65                                        | Schmieder                                    | 1892                                         | 3                                            | 4                                            | 2                                            |                                              |                                              | 10                                           | 28                                           |                                              |                                              | 5                                            | 4                                            | 16.700                                       | 10.900 2.500                                 | mit Bremserhaus und Tonnendach; Westinghouse- und Hardy-Bremse; Gasbeleuchtung                                        |
| 068a                                         |                                              | ABB                                          | 894-897                                      | Rathgeber                                    | 1898                                         | 4                                            | 4                                            | 2                                            |                                              |                                              | 10                                           | 28                                           |                                              |                                              | 3                                            | 4                                            | 16.950                                       | 13.150 2.500                                 | mit Bremserhaus und Tonnendach; Westinghouse und Handspindelbremse; seitliche Laufbretter; Gasbeleuchtung             |
| 068b                                         |                                              | ABB                                          | 899-912                                      | Gastell                                      | 1899                                         | 15                                           | 4                                            | 2                                            |                                              |                                              | 10                                           | 28                                           |                                              |                                              | 3                                            | 4                                            | 16.950                                       | 13.150 2.500                                 | mit Bremserhaus und Tonnendach; Westinghouse und Handspindelbremse; seitliche Laufbretter; Gasbeleuchtung             |
| 070                                          |                                              | ABB                                          | 930-932                                      | Gastell                                      | 1902                                         | 3                                            | 1                                            | 5                                            |                                              |                                              | 5                                            | 35                                           |                                              |                                              | 3                                            | 4                                            | 16.950                                       | 10.900 2.500                                 | mit Bremserhaus und Tonnendach; Westinghouse und Handspindelbremse; seitliche Laufbretter; Gasbeleuchtung             |
| 070                                          | 933-950                                      | ABB                                          | 1902/03                                      | Gastell                                      | 18                                           |                                              | 1                                            | 5                                            |                                              |                                              | 5                                            | 35                                           |                                              |                                              | 3                                            | 4                                            | 16.950                                       | 10.900 2.500                                 | mit Bremserhaus und Tonnendach; Westinghouse und Handspindelbremse; seitliche Laufbretter; Gasbeleuchtung             |
| Neuere Bauarten ab 1904                      |                                              |                                              |                                              |                                              |                                              |                                              |                                              |                                              |                                              |                                              |                                              |                                              |                                              |                                              |                                              |                                              |                                              |                                              | |
| 071                                          |                                              | ABB                                          | 951-961                                      | Gastell                                      | 1903/04                                      | 11                                           | 1                                            | 6                                            |                                              |                                              | 5                                            | 41                                           |                                              |                                              | 3                                            | 4                                            | 19.060                                       | 13.000 2.500                                 | mit Bremserhaus und Tonnendach; Westinghouse und Handspindelbremse; seitliche Laufbretter; Gasbeleuchtung; Sprengwerk |
| 071                                          | 962-966                                      | ABB                                          | 1904                                         | Gastell                                      | 5                                            |                                              | 1                                            | 6                                            |                                              |                                              | 5                                            | 41                                           |                                              |                                              | 3                                            | 4                                            | 19.060                                       | 13.000 2.500                                 | mit Bremserhaus und Tonnendach; Westinghouse und Handspindelbremse; seitliche Laufbretter; Gasbeleuchtung; Sprengwerk |
| 071                                          | 967-971                                      | ABB                                          | 1905                                         | Gastell                                      | 5                                            |                                              | 1                                            | 6                                            |                                              |                                              | 5                                            | 41                                           |                                              |                                              | 3                                            | 4                                            | 19.060                                       | 13.000 2.500                                 | mit Bremserhaus und Tonnendach; Westinghouse und Handspindelbremse; seitliche Laufbretter; Gasbeleuchtung; Sprengwerk |
| 075b                                         |                                              | CC                                           | 1343–1354                                    | Rastatt                                      | 1905                                         | 12                                           |                                              |                                              | 10                                           |                                              |                                              |                                              | 80                                           |                                              | 3                                            | 4                                            | 17.880                                       | 11.830 2.500                                 | mit Bremserhaus und Tonnendach; zwei Abteile können zum Krankentransport umgebaut werden; ähnlich B4 Bay 05a          |
| 075b                                         | 1355–1374                                    | CC                                           | de Dietrich                                  | 1904                                         | 20                                           |                                              |                                              | 10                                           |                                              |                                              |                                              | 80                                           |                                              | 3                                            |                                              | 4                                            | 17.880                                       | 11.830 2.500                                 | mit Bremserhaus und Tonnendach; zwei Abteile können zum Krankentransport umgebaut werden; ähnlich B4 Bay 05a          |

#### Die kombinierten Abteilwagen der E.L.
| Abteilwagen mit Postabteil der E.L. | Abteilwagen mit Postabteil der E.L. | Abteilwagen mit Postabteil der E.L. | Abteilwagen mit Postabteil der E.L.                       | Abteilwagen mit Postabteil der E.L. | Abteilwagen mit Postabteil der E.L. | Abteilwagen mit Postabteil der E.L. | Abteilwagen mit Postabteil der E.L. | Abteilwagen mit Postabteil der E.L. | Abteilwagen mit Postabteil der E.L. | Abteilwagen mit Postabteil der E.L. | Abteilwagen mit Postabteil der E.L. | Abteilwagen mit Postabteil der E.L. | Abteilwagen mit Postabteil der E.L. | Abteilwagen mit Postabteil der E.L. | Abteilwagen mit Postabteil der E.L. | Abteilwagen mit Postabteil der E.L. | Abteilwagen mit Postabteil der E.L. | Abteilwagen mit Postabteil der E.L. | Abteilwagen mit Postabteil der E.L.                                                           |
| E.L. Skizze Nr.                     | K.P.E.V. Muster- blatt              | Gat- tung                           | Nummern                                                   | Her- steller                        | Baujahr                             | Anz.                                | Anz. Abteile                        | Anz. Abteile                        | Anz. Abteile                        | Anz. Abteile                        | Anz. Sitze                          | Anz. Sitze                          | Anz. Sitze                          | Anz. Sitze                          | Anz. Toil.                          | Anz. Ach- sen                       | LüP [mm]                            | Achs- stand [mm]                    | Bemerkungen                                                                                   |
| E.L. Skizze Nr.                     | K.P.E.V. Muster- blatt              | Gat- tung                           | Nummern                                                   | Her- steller                        | Baujahr                             | Anz.                                | I                                   | II                                  | III                                 | VI                                  | I                                   | II                                  | III                                 | VI                                  | Anz. Toil.                          | Anz. Ach- sen                       | LüP [mm]                            | Achs- stand [mm]                    | Bemerkungen                                                                                   |
| ----------------------------------- | ----------------------------------- | ----------------------------------- | --------------------------------------------------------- | ----------------------------------- | ----------------------------------- | ----------------------------------- | ----------------------------------- | ----------------------------------- | ----------------------------------- | ----------------------------------- | ----------------------------------- | ----------------------------------- | ----------------------------------- | ----------------------------------- | ----------------------------------- | ----------------------------------- | ----------------------------------- | ----------------------------------- | --------------------------------------------------------------------------------------------- |
| 040 b                               |                                     | CPost                               | 490-492 494 496-500                                       | Reifert                             | 1872                                | 9                                   |                                     |                                     | 2                                   |                                     |                                     |                                     | 20                                  |                                     |                                     | 2                                   | 8.950                               | 4.864                               | aus der Lieferserie 039; mit Bremsen; mit 3/5 Postabteil; flaches Dach, seitliche Laufbretter |
| 041 c                               |                                     | CPost                               | 486                                                       | Reifert                             | 1872                                | 1                                   |                                     |                                     | 3                                   |                                     |                                     |                                     | 30                                  |                                     |                                     | 2                                   | 8.950                               | 4.864                               | aus der Lieferserie 039; mit Bremsen; mit 2/5 Postabteil; flaches Dach, seitliche Laufbretter |
| 052 a                               |                                     | CPost                               | 638, 641-646 649-650,670 685,690,700 715,725,735 740,745, | Rathgeber                           | 1875                                | 17                                  |                                     |                                     | 2                                   |                                     |                                     |                                     | 20                                  |                                     |                                     | 2                                   | 9.050                               | 4.300                               | erhöhtes Bremserhaus; mit 3/5 Postabteil; flaches Dach; seitliche Laufbretter                 |

### Übersicht über die Durchgangswagen

#### Die Zweiachsigen Durchgangswagen der E.L.
| Zweiachsige Durchgangswagen der E.L. | Zweiachsige Durchgangswagen der E.L. | Zweiachsige Durchgangswagen der E.L. | Zweiachsige Durchgangswagen der E.L. | Zweiachsige Durchgangswagen der E.L. | Zweiachsige Durchgangswagen der E.L. | Zweiachsige Durchgangswagen der E.L. | Zweiachsige Durchgangswagen der E.L. | Zweiachsige Durchgangswagen der E.L. | Zweiachsige Durchgangswagen der E.L. | Zweiachsige Durchgangswagen der E.L. | Zweiachsige Durchgangswagen der E.L. | Zweiachsige Durchgangswagen der E.L. | Zweiachsige Durchgangswagen der E.L. | Zweiachsige Durchgangswagen der E.L. | Zweiachsige Durchgangswagen der E.L. | Zweiachsige Durchgangswagen der E.L. | Zweiachsige Durchgangswagen der E.L. | Zweiachsige Durchgangswagen der E.L. | Zweiachsige Durchgangswagen der E.L.                                              |
| E.L. Skizze Nr.                      | K.P.E.V. Muster- blatt               | Gat- tung                            | Nummern                              | Her- steller                         | Baujahr                              | Anz.                                 | Anz. Abteile                         | Anz. Abteile                         | Anz. Abteile                         | Anz. Abteile                         | Anz. Sitze                           | Anz. Sitze                           | Anz. Sitze                           | Anz. Sitze                           | Anz. Toil.                           | Anz. Ach- sen                        | LüP [mm]                             | Achs- stand [mm]                     | Bemerkungen                                                                       |
| E.L. Skizze Nr.                      | K.P.E.V. Muster- blatt               | Gat- tung                            | Nummern                              | Her- steller                         | Baujahr                              | Anz.                                 | I                                    | II                                   | III                                  | VI                                   | I                                    | II                                   | III                                  | VI                                   | Anz. Toil.                           | Anz. Ach- sen                        | LüP [mm]                             | Achs- stand [mm]                     | Bemerkungen                                                                       |
| ------------------------------------ | ------------------------------------ | ------------------------------------ | ------------------------------------ | ------------------------------------ | ------------------------------------ | ------------------------------------ | ------------------------------------ | ------------------------------------ | ------------------------------------ | ------------------------------------ | ------------------------------------ | ------------------------------------ | ------------------------------------ | ------------------------------------ | ------------------------------------ | ------------------------------------ | ------------------------------------ | ------------------------------------ | --------------------------------------------------------------------------------- |
| 017                                  |                                      | ABi                                  | 149-150                              | MAN                                  | 1882                                 | 2                                    | 1                                    | 2                                    |                                      |                                      | 6                                    | 16                                   |                                      |                                      | 1                                    | 2                                    | 9.870                                | 4.480                                | Laternendach; Übergangsplattformen; Gasbeleuchtung                                |
| 018                                  |                                      | ABi                                  | 151-162                              | Esslingen                            | 1883                                 | 12                                   | 1                                    | 2                                    |                                      |                                      | 6                                    | 16                                   |                                      |                                      | 1                                    | 2                                    | 9.870                                | 6.000                                | Laternendach; Übergangsplattformen; Gasbeleuchtung                                |
|                                      | Ic 9                                 | BCi                                  | 2081 - 2086                          | Linden                               | 1911                                 | 6                                    |                                      | 2                                    | 3                                    |                                      |                                      | 13                                   | 26                                   |                                      | 1                                    | 2                                    | 12.100                               | 6.500                                | mit Laternendach und offenen Übergängen;                                          |
| 2087-2091                            | Ic 9                                 | BCi                                  | Rastatt                              | 1914                                 | 5                                    |                                      |                                      | 2                                    | 3                                    |                                      |                                      | 13                                   | 26                                   |                                      | 1                                    | 2                                    | 12.100                               | 6.500                                | mit Laternendach und offenen Übergängen;                                          |
| 2597-2601                            | Ic 9                                 | BCi                                  | Rastatt                              | 1914                                 | 5                                    |                                      |                                      | 2                                    | 3                                    |                                      |                                      | 13                                   | 26                                   |                                      | 1                                    | 2                                    | 12.100                               | 6.500                                | mit Laternendach und offenen Übergängen;                                          |
| 2496-2504                            | Ic 9                                 | BCi                                  | de Dietrich                          | 1913/14                              | 9                                    |                                      |                                      | 2                                    | 3                                    |                                      |                                      | 13                                   | 26                                   |                                      | 1                                    | 2                                    | 12.100                               | 6.500                                | mit Laternendach und offenen Übergängen;                                          |
| 2592-2596                            | Ic 9                                 | BCi                                  | de Dietrich                          | 1913/16                              | 5                                    |                                      |                                      | 2                                    | 3                                    |                                      |                                      | 13                                   | 26                                   |                                      | 1                                    | 2                                    | 12.100                               | 6.500                                | mit Laternendach und offenen Übergängen;                                          |
| 2643-2646                            | Ic 9                                 | BCi                                  | de Dietrich                          | 1913/17                              | 4                                    |                                      |                                      | 2                                    | 3                                    |                                      |                                      | 13                                   | 26                                   |                                      | 1                                    | 2                                    | 12.100                               | 6.500                                | mit Laternendach und offenen Übergängen;                                          |
| 2885-2889                            | Ic 9                                 | BCi                                  | de Dietrich                          | 1913/18                              | 5                                    |                                      |                                      | 2                                    | 3                                    |                                      |                                      | 13                                   | 26                                   |                                      | 1                                    | 2                                    | 12.100                               | 6.500                                | mit Laternendach und offenen Übergängen;                                          |
| 073I                                 | I.c 10                               | Ci                                   | 1044-1051                            | de Dietrich                          | 1910                                 | 8                                    |                                      |                                      | 5                                    |                                      |                                      |                                      | 43                                   |                                      | 1                                    | 2                                    | 11.200                               | 6.500                                | Laternendach; offene Endbühnen mit Übergang; Handspindel- und Westinghousebremse; |
| 073I                                 | I.c 10                               | Ci                                   | 1052-1058                            | de Dietrich                          | 1910                                 | 7                                    |                                      |                                      | 5                                    |                                      |                                      |                                      | 43                                   |                                      | 1                                    | 2                                    | 11.200                               | 6.500                                | Laternendach; offene Endbühnen mit Übergang; Handspindel- und Westinghousebremse; |
| 073II                                | I.c 9                                | BCi                                  | 1059-1068                            | HAWA                                 | 1910                                 | 10                                   |                                      | 1 ¾                                  | 2 ¾                                  |                                      |                                      | 13                                   | 26                                   |                                      | 1                                    | 2                                    | 12.100                               | 6.500                                | Laternendach; offene Endbühnen mit Übergang; Handspindel- und Westinghousebremse; |
| 073II                                | I.c 9                                | BCi                                  | 2048-2051                            | Goossen                              | 1910                                 | 4                                    |                                      | 1 ¾                                  | 2 ¾                                  |                                      |                                      | 13                                   | 26                                   |                                      | 1                                    | 2                                    | 12.100                               | 6.500                                | Laternendach; offene Endbühnen mit Übergang; Handspindel- und Westinghousebremse; |
| 073II                                | I.c 9                                | BCi                                  | 2052-2055                            | Rastatt                              | 1910                                 | 4                                    |                                      | 1 ¾                                  | 2 ¾                                  |                                      |                                      | 13                                   | 26                                   |                                      | 1                                    | 2                                    | 12.100                               | 6.500                                | Laternendach; offene Endbühnen mit Übergang; Handspindel- und Westinghousebremse; |

#### Die Dreiachsigen Durchgangswagen der E.L.
| Dreiachsige Durchgangswagen der E.L. | Dreiachsige Durchgangswagen der E.L. | Dreiachsige Durchgangswagen der E.L. | Dreiachsige Durchgangswagen der E.L. | Dreiachsige Durchgangswagen der E.L. | Dreiachsige Durchgangswagen der E.L. | Dreiachsige Durchgangswagen der E.L. | Dreiachsige Durchgangswagen der E.L. | Dreiachsige Durchgangswagen der E.L. | Dreiachsige Durchgangswagen der E.L. | Dreiachsige Durchgangswagen der E.L. | Dreiachsige Durchgangswagen der E.L. | Dreiachsige Durchgangswagen der E.L. | Dreiachsige Durchgangswagen der E.L. | Dreiachsige Durchgangswagen der E.L. | Dreiachsige Durchgangswagen der E.L. | Dreiachsige Durchgangswagen der E.L. | Dreiachsige Durchgangswagen der E.L. | Dreiachsige Durchgangswagen der E.L. | Dreiachsige Durchgangswagen der E.L.                                                                               |
| E.L. Skizze Nr.                      | K.P.E.V. Muster- blatt               | Gat- tung                            | Nummern                              | Her- steller                         | Baujahr                              | Anz.                                 | Anz. Abteile                         | Anz. Abteile                         | Anz. Abteile                         | Anz. Abteile                         | Anz. Sitze                           | Anz. Sitze                           | Anz. Sitze                           | Anz. Sitze                           | Anz. Toil.                           | Anz. Ach- sen                        | LüP [mm]                             | Achs- stand [mm]                     | Bemerkungen |
| E.L. Skizze Nr.                      | K.P.E.V. Muster- blatt               | Gat- tung                            | Nummern                              | Her- steller                         | Baujahr                              | Anz.                                 | I                                    | II                                   | III                                  | VI                                   | I                                    | II                                   | III                                  | VI                                   | Anz. Toil.                           | Anz. Ach- sen                        | LüP [mm]                             | Achs- stand [mm]                     | Bemerkungen |
| ------------------------------------ | ------------------------------------ | ------------------------------------ | ------------------------------------ | ------------------------------------ | ------------------------------------ | ------------------------------------ | ------------------------------------ | ------------------------------------ | ------------------------------------ | ------------------------------------ | ------------------------------------ | ------------------------------------ | ------------------------------------ | ------------------------------------ | ------------------------------------ | ------------------------------------ | ------------------------------------ | ------------------------------------ | --- |
| 066                                  | Ic 1                                 | B3i                                  | 2034-2040                            | HAWA                                 | 1910                                 | 7                                    |                                      | 5                                    |                                      |                                      |                                      | 30                                   |                                      |                                      | 2                                    | 3                                    | 12.120                               | 7.000 3.500                          | offene Übergänge; geschlossene Endplattformen; Handspindelbremse; Laternendach                                     |
| 073III                               | I.c 8                                | D3i                                  | 2517-2532                            | de Dietrich                          | 1913                                 | 16                                   |                                      |                                      |                                      | 2                                    |                                      |                                      |                                      | 28/32                                | 2                                    | 3                                    | 12.200                               | 7.000 3.500                          | Laternendach; offene Endbühnen mit Übergang; Traglastabteile mit Stehplätzen; Handspindel- und Westinghousebremse; |
|                                      | I.c 8a                               | D3i                                  | 2333 - 3398                          | de Dietrich Rastatt Van der Zypen    | 1912 - 1919                          |                                      |                                      |                                      |                                      | 2                                    |                                      |                                      |                                      | 28/32                                | 2                                    | 3                                    | 12.200                               | 7.000 3.500                          | mit Laternendach und offenen Übergängen; Traglastabteile mit Stehplätzen                                           |

#### Die Drehgestell Durchgangswagen der E.L.
| Vierachsige Drehgestell Durchgangswagen der E.L. | Vierachsige Drehgestell Durchgangswagen der E.L. | Vierachsige Drehgestell Durchgangswagen der E.L. | Vierachsige Drehgestell Durchgangswagen der E.L. | Vierachsige Drehgestell Durchgangswagen der E.L. | Vierachsige Drehgestell Durchgangswagen der E.L. | Vierachsige Drehgestell Durchgangswagen der E.L. | Vierachsige Drehgestell Durchgangswagen der E.L. | Vierachsige Drehgestell Durchgangswagen der E.L. | Vierachsige Drehgestell Durchgangswagen der E.L. | Vierachsige Drehgestell Durchgangswagen der E.L. | Vierachsige Drehgestell Durchgangswagen der E.L. | Vierachsige Drehgestell Durchgangswagen der E.L. | Vierachsige Drehgestell Durchgangswagen der E.L. | Vierachsige Drehgestell Durchgangswagen der E.L. | Vierachsige Drehgestell Durchgangswagen der E.L. | Vierachsige Drehgestell Durchgangswagen der E.L. | Vierachsige Drehgestell Durchgangswagen der E.L. | Vierachsige Drehgestell Durchgangswagen der E.L. | Vierachsige Drehgestell Durchgangswagen der E.L.                                           |
| E.L. Skizze Nr.                                  | K.P.E.V. Muster- blatt                           | Gat- tung                                        | Nummern                                          | Her- steller                                     | Baujahr                                          | Anz.                                             | Anz. Abteile                                     | Anz. Abteile                                     | Anz. Abteile                                     | Anz. Abteile                                     | Anz. Sitze                                       | Anz. Sitze                                       | Anz. Sitze                                       | Anz. Sitze                                       | Anz. Toil.                                       | Anz. Ach- sen                                    | LüP [mm]                                         | Achs- stand [mm]                                 | Bemerkungen                                                                                |
| E.L. Skizze Nr.                                  | K.P.E.V. Muster- blatt                           | Gat- tung                                        | Nummern                                          | Her- steller                                     | Baujahr                                          | Anz.                                             | I                                                | II                                               | III                                              | VI                                               | I                                                | II                                               | III                                              | VI                                               | Anz. Toil.                                       | Anz. Ach- sen                                    | LüP [mm]                                         | Achs- stand [mm]                                 | Bemerkungen                                                                                |
| ältere Bauarten bis 1904                         | ältere Bauarten bis 1904                         | ältere Bauarten bis 1904                         | ältere Bauarten bis 1904                         | ältere Bauarten bis 1904                         | ältere Bauarten bis 1904                         | ältere Bauarten bis 1904                         | ältere Bauarten bis 1904                         | ältere Bauarten bis 1904                         | ältere Bauarten bis 1904                         | ältere Bauarten bis 1904                         | ältere Bauarten bis 1904                         | ältere Bauarten bis 1904                         | ältere Bauarten bis 1904                         | ältere Bauarten bis 1904                         | ältere Bauarten bis 1904                         | ältere Bauarten bis 1904                         | ältere Bauarten bis 1904                         | ältere Bauarten bis 1904                         | ältere Bauarten bis 1904                                                                   |
| ------------------------------------------------ | ------------------------------------------------ | ------------------------------------------------ | ------------------------------------------------ | ------------------------------------------------ | ------------------------------------------------ | ------------------------------------------------ | ------------------------------------------------ | ------------------------------------------------ | ------------------------------------------------ | ------------------------------------------------ | ------------------------------------------------ | ------------------------------------------------ | ------------------------------------------------ | ------------------------------------------------ | ------------------------------------------------ | ------------------------------------------------ | ------------------------------------------------ | ------------------------------------------------ | ------------------------------------------------------------------------------------------ |
| 110                                              |                                                  | ABBü                                             | 1901–1911                                        | Gastell                                          | 1897                                             | 11                                               | 2                                                | 5                                                |                                                  |                                                  | 8                                                | 30                                               |                                                  |                                                  | 2                                                | 4                                                | 19.030                                           | 13.000 2.500                                     | mit Tonnendach                                                                             |
| 110                                              | 1913–1919                                        | ABBü                                             | 1900                                             | Gastell                                          | 7                                                | 2                                                | 5                                                |                                                  |                                                  | 8                                                | 30                                               |                                                  |                                                  |                                                  | 2                                                | 4                                                | 19.030                                           | 13.000 2.500                                     | mit Tonnendach                                                                             |
| 110                                              | 1920–1924                                        | ABBü                                             | 1901                                             | Gastell                                          | 5                                                | 2                                                | 5                                                |                                                  |                                                  | 8                                                | 30                                               |                                                  |                                                  |                                                  | 2                                                | 4                                                | 19.030                                           | 13.000 2.500                                     | mit Tonnendach                                                                             |
| neuere Bauarten ab 1904                          |                                                  |                                                  |                                                  |                                                  |                                                  |                                                  |                                                  |                                                  |                                                  |                                                  |                                                  |                                                  |                                                  |                                                  |                                                  |                                                  |                                                  |                                                  |                                                                                            |
| 073                                              |                                                  | ABB (AB4i)                                       | 979-988                                          | Gastell                                          | 1907                                             | 10                                               | 1                                                | 6                                                |                                                  |                                                  | 8                                                | 48                                               |                                                  |                                                  | 1                                                | 4                                                | 18.080                                           | 11.880 2.500                                     | offene Endbühnen mit Übergang; Tonnendach; Sprengwerk; I-Klasse Abteil fakultativ          |
| 0731                                             |                                                  | BCC (BC4i)                                       | 1898-1899 1949-1950                              | Gastell                                          | 1908                                             | 4                                                |                                                  | 3                                                | 5                                                |                                                  |                                                  | 24                                               | 40                                               |                                                  | 1                                                | 4                                                | 18.060                                           | 11.860 2.500                                     | offene Endbühnen mit Übergang; Tonnendach; Sprengwerk; Westinghouse- und Handspindelbremse |
| 073m                                             |                                                  | CC (C4i)                                         | 1109-1128                                        | de Dietrich                                      | 1908                                             | 20                                               |                                                  |                                                  | 9                                                |                                                  |                                                  |                                                  | 72                                               |                                                  | 1                                                | 4                                                | 18.440                                           | 12.240 2.500                                     | offene Endbühnen mit Übergang; Tonnendach; Sprengwerk; Westinghouse- und Handspindelbremse |
| 073m                                             | 1129-1148                                        | CC (C4i)                                         | 1908                                             | de Dietrich                                      | 20                                               |                                                  |                                                  |                                                  | 9                                                |                                                  |                                                  |                                                  | 72                                               |                                                  | 1                                                | 4                                                | 18.440                                           | 12.240 2.500                                     | offene Endbühnen mit Übergang; Tonnendach; Sprengwerk; Westinghouse- und Handspindelbremse |
| 073m                                             | 1331-1342                                        | CC (C4i)                                         | 1907                                             | de Dietrich                                      | 12                                               |                                                  |                                                  |                                                  | 9                                                |                                                  |                                                  |                                                  | 72                                               |                                                  | 1                                                | 4                                                | 18.440                                           | 12.240 2.500                                     | offene Endbühnen mit Übergang; Tonnendach; Sprengwerk; Westinghouse- und Handspindelbremse |
| 097c                                             | (I a02/II)                                       | ABBü                                             | 1026–1029                                        | Gastell                                          | 1909                                             | 4                                                | 2                                                | 5                                                |                                                  |                                                  | 8                                                | 30                                               |                                                  |                                                  | 2                                                | 4                                                | 19.950                                           | 13.500 2.150                                     | mit Laternendach und Faltenbälgen; zus. Urinal                                             |
| 097c                                             | (I a02/II)                                       | ABBü                                             | 2016–2019                                        | Gotha                                            | 1910                                             | 4                                                | 2                                                | 5                                                |                                                  |                                                  | 8                                                | 30                                               |                                                  |                                                  | 2                                                | 4                                                | 19.950                                           | 13.500 2.150                                     | mit Laternendach und Faltenbälgen; zus. Urinal                                             |
| 097c                                             | (I a02/II)                                       | ABBü                                             | 2020–2027                                        | Gastell                                          | 1910                                             | 8                                                | 2                                                | 5                                                |                                                  |                                                  | 8                                                | 30                                               |                                                  |                                                  | 2                                                | 4                                                | 19.950                                           | 13.500 2.150                                     | mit Laternendach und Faltenbälgen; zus. Urinal                                             |
| 097d                                             | Ia 5a                                            | ABCCü                                            | 1030–1040                                        | Gastell                                          | 1909                                             | 11                                               | 1                                                | 3                                                | 4                                                |                                                  | 4                                                | 18                                               | 32                                               |                                                  | 2                                                | 4                                                | 19.775                                           | 13.250 2.500                                     | mit Laternendach und Faltenbälgen; zus. Urinal                                             |
| 097d                                             | Ia 5a                                            | ABCCü                                            | 2028                                             | Gastell                                          | 1910                                             | 1                                                | 1                                                | 3                                                | 4                                                |                                                  | 4                                                | 18                                               | 32                                               |                                                  | 2                                                | 4                                                | 19.775                                           | 13.250 2.500                                     | mit Laternendach und Faltenbälgen; zus. Urinal                                             |
|                                                  | Ia 5bII                                          | BCCü                                             | 2703–2704                                        | Linke                                            | 1915                                             | 2                                                |                                                  | 3                                                | 5                                                |                                                  |                                                  | 18                                               | 40                                               |                                                  | 2                                                | 4                                                | 20.350                                           | 13.250 2.150                                     | mit Laternendach; Faltenbälge; Dienstabteil                                                |
| 119                                              | Ia 6a                                            | CCü                                              | 2029–2033                                        | de Dietrich                                      | 1910                                             | 5                                                |                                                  |                                                  | 9                                                |                                                  |                                                  |                                                  | 72                                               |                                                  | 2                                                | 4                                                | 19.725                                           | 13.250 2.150                                     | mit Laternendach; Faltenbälgen;                                                            |
|                                                  | Ia 6a                                            | CCü                                              | 2061–2070                                        | de Dietrich                                      | 1911                                             | 10                                               |                                                  |                                                  | 9                                                |                                                  |                                                  |                                                  | 72                                               |                                                  | 2                                                | 4                                                | 19.725                                           | 13.250 2.150                                     | mit Laternendach; Faltenbälgen;                                                            |
|                                                  | Ia 6b                                            | CCü                                              | 2706–2707                                        | Gastell                                          | 1915                                             | 2                                                |                                                  |                                                  | 8 ½                                              |                                                  |                                                  |                                                  | 68                                               |                                                  | 2                                                | 4                                                | 20.350                                           | 13.250 2.150                                     | mit Laternendach; Faltenbälge;                                                             |

### Übersicht über die Schlaf- und Speisewagen
| die Schlafwagen der E.L. | die Schlafwagen der E.L. | die Schlafwagen der E.L. | die Schlafwagen der E.L. | die Schlafwagen der E.L. | die Schlafwagen der E.L. | die Schlafwagen der E.L. | die Schlafwagen der E.L. | die Schlafwagen der E.L. | die Schlafwagen der E.L. | die Schlafwagen der E.L. | die Schlafwagen der E.L. | die Schlafwagen der E.L. | die Schlafwagen der E.L. | die Schlafwagen der E.L. | die Schlafwagen der E.L. | die Schlafwagen der E.L. | die Schlafwagen der E.L. | die Schlafwagen der E.L. | die Schlafwagen der E.L.                                                   |
| E.L. Skizze Nr.          | K.P.E.V. Muster- blatt   | Gat- tung                | Nummern                  | Her- steller             | Baujahr                  | Anz.                     | Anz. Abteile             | Anz. Abteile             | Anz. Abteile             | Anz. Abteile             | Anz. Sitze               | Anz. Sitze               | Anz. Sitze               | Anz. Sitze               | Anz. Toil.               | Anz. Ach- sen            | LüP [mm]                 | Achs- stand [mm]         | Bemerkungen                                                                |
| E.L. Skizze Nr.          | K.P.E.V. Muster- blatt   | Gat- tung                | Nummern                  | Her- steller             | Baujahr                  | Anz.                     | I                        | II                       | III                      | VI                       | I                        | II                       | III                      | VI                       | Anz. Toil.               | Anz. Ach- sen            | LüP [mm]                 | Achs- stand [mm]         | Bemerkungen                                                                |
| ältere Bauarten bis 1904 | ältere Bauarten bis 1904 | ältere Bauarten bis 1904 | ältere Bauarten bis 1904 | ältere Bauarten bis 1904 | ältere Bauarten bis 1904 | ältere Bauarten bis 1904 | ältere Bauarten bis 1904 | ältere Bauarten bis 1904 | ältere Bauarten bis 1904 | ältere Bauarten bis 1904 | ältere Bauarten bis 1904 | ältere Bauarten bis 1904 | ältere Bauarten bis 1904 | ältere Bauarten bis 1904 | ältere Bauarten bis 1904 | ältere Bauarten bis 1904 | ältere Bauarten bis 1904 | ältere Bauarten bis 1904 | ältere Bauarten bis 1904                                                   |
| ------------------------ | ------------------------ | ------------------------ | ------------------------ | ------------------------ | ------------------------ | ------------------------ | ------------------------ | ------------------------ | ------------------------ | ------------------------ | ------------------------ | ------------------------ | ------------------------ | ------------------------ | ------------------------ | ------------------------ | ------------------------ | ------------------------ | -------------------------------------------------------------------------- |
| 022                      |                          | ABB                      | 166–168                  | Rathgeber                | 1894                     | 3                        | 4                        | 3                        |                          |                          | 9                        | 16                       |                          |                          | 2                        | 4                        | 18.300                   | 12.500 2.500             | kombinierter Kurs- und Schlafwagen mit Tonnendach; später mit Faltenbälgen |
| neuere Bauarten ab 1904  |                          |                          |                          |                          |                          |                          |                          |                          |                          |                          |                          |                          |                          |                          |                          |                          |                          |                          |                                                                            |
| 021                      | Ia 1                     | ABBü                     | 169–171                  | Gastell                  | 1908                     | 3                        | 10                       |                          |                          |                          | 10                       | (20)                     |                          |                          | 2                        | 6                        | 20.405                   | 14.150 1.600             | mit Laternendach und Dienstabteil                                          |
|                          | Ia 1                     | AAü                      | 2220                     | Van der Zypen            | 1912                     | 1                        | 10                       |                          |                          |                          | 10                       | (20)                     |                          |                          | 2                        | 6                        | 20.405                   | 14.150 1.600             | mit Laternendach und Dienstabteil                                          |
|                          | Ia 1a                    | AAü                      | 2533                     | Van der Zypen            | 1913                     | 1                        | 10                       |                          |                          |                          | 10                       | (20)                     |                          |                          | 2                        | 6                        | 20.405                   | 14.150 1.600             | mit Laternendach und Dienstabteil                                          |
|                          | Ia 1                     | AAü                      | 2920                     | Görlitz                  | 1916                     | 1                        | 10                       |                          |                          |                          | 10                       | (20)                     |                          |                          | 2                        | 6                        | 20.405                   | 14.150 1.600             | mit Laternendach und Dienstabteil                                          |

### Übersicht über die Packwagen für den Personenverkehr

#### Die Zweiachsigen Packwagen der E.L.
| Zweiachsige Packwagen für den Personenverkehr | Zweiachsige Packwagen für den Personenverkehr | Zweiachsige Packwagen für den Personenverkehr | Zweiachsige Packwagen für den Personenverkehr | Zweiachsige Packwagen für den Personenverkehr | Zweiachsige Packwagen für den Personenverkehr | Zweiachsige Packwagen für den Personenverkehr | Zweiachsige Packwagen für den Personenverkehr | Zweiachsige Packwagen für den Personenverkehr | Zweiachsige Packwagen für den Personenverkehr | Zweiachsige Packwagen für den Personenverkehr | Zweiachsige Packwagen für den Personenverkehr | Zweiachsige Packwagen für den Personenverkehr | Zweiachsige Packwagen für den Personenverkehr | Zweiachsige Packwagen für den Personenverkehr | Zweiachsige Packwagen für den Personenverkehr | Zweiachsige Packwagen für den Personenverkehr | Zweiachsige Packwagen für den Personenverkehr                                         | Zweiachsige Packwagen für den Personenverkehr | Zweiachsige Packwagen für den Personenverkehr |
| E.L. Skizze Nr.                               | K.P.E.V. Muster- blatt                        | Gat- tung                                     | Nummern                                       | Her- steller                                  | Baujahr                                       | Anz.                                          | Art und Anzahl der Abteile                    | Art und Anzahl der Abteile                    | Art und Anzahl der Abteile                    | Art und Anzahl der Abteile                    | Art und Anzahl der Abteile                    | Art und Anzahl der Abteile                    | Anz. Toil.                                    | Anz. Ach- sen                                 | LüP [mm]                                      | Achs- stand [mm]                              | Bemerkungen                                                                           |                                               |                                               |
| E.L. Skizze Nr.                               | K.P.E.V. Muster- blatt                        | Gat- tung                                     | Nummern                                       | Her- steller                                  | Baujahr                                       | Anz.                                          | B                                             | D                                             | G                                             | H                                             | P                                             | Z                                             | Anz. Toil.                                    | Anz. Ach- sen                                 | LüP [mm]                                      | Achs- stand [mm]                              | Bemerkungen                                                                           |                                               |                                               |
| ältere Bauarten bis 1904                      | ältere Bauarten bis 1904                      | ältere Bauarten bis 1904                      | ältere Bauarten bis 1904                      | ältere Bauarten bis 1904                      | ältere Bauarten bis 1904                      | ältere Bauarten bis 1904                      | ältere Bauarten bis 1904                      | ältere Bauarten bis 1904                      | ältere Bauarten bis 1904                      | ältere Bauarten bis 1904                      | ältere Bauarten bis 1904                      | ältere Bauarten bis 1904                      | ältere Bauarten bis 1904                      | ältere Bauarten bis 1904                      | ältere Bauarten bis 1904                      | ältere Bauarten bis 1904                      | ältere Bauarten bis 1904                                                              | ältere Bauarten bis 1904                      | ältere Bauarten bis 1904                      |
| --------------------------------------------- | --------------------------------------------- | --------------------------------------------- | --------------------------------------------- | --------------------------------------------- | --------------------------------------------- | --------------------------------------------- | --------------------------------------------- | --------------------------------------------- | --------------------------------------------- | --------------------------------------------- | --------------------------------------------- | --------------------------------------------- | --------------------------------------------- | --------------------------------------------- | --------------------------------------------- | --------------------------------------------- | ------------------------------------------------------------------------------------- | --------------------------------------------- | --------------------------------------------- |
| 120                                           |                                               | P                                             | 40001–40014                                   | Gastell                                       | 1872                                          | 14                                            |                                               | 1                                             | 1                                             |                                               |                                               |                                               | 1                                             | 2                                             | 9.784                                         | 4.866                                         | hochgesetztes Dienstabteil mit Handspindelbremse                                      |                                               |                                               |
| 121                                           |                                               | P                                             | 40015–40114                                   | MAN                                           | 1872                                          | 100                                           |                                               | 1                                             | 1                                             |                                               |                                               |                                               |                                               | 2                                             | 9.784                                         | 4.866                                         | hochgesetztes Dienstabteil mit Handspindelbremse                                      |                                               |                                               |
| 126                                           |                                               | P                                             | 40115–40154                                   | Grafenstaden                                  | 1872                                          | 40                                            |                                               | 1                                             | 1                                             | 1                                             |                                               | 1                                             |                                               | 2                                             | 9.010                                         | 4.895                                         | hochgesetztes Dienstabteil mit Handspindelbremse                                      |                                               |                                               |
| 126                                           | 40155–40194                                   | P                                             | Van der Zypen                                 | 40                                            | 1872                                          |                                               |                                               | 1                                             | 1                                             | 1                                             |                                               | 1                                             |                                               | 2                                             | 9.010                                         | 4.895                                         | hochgesetztes Dienstabteil mit Handspindelbremse                                      |                                               |                                               |
| 126                                           | 40195–40200                                   | P                                             | Grafenstaden                                  | 6                                             | 1872                                          |                                               |                                               | 1                                             | 1                                             | 1                                             |                                               | 1                                             |                                               | 2                                             | 9.010                                         | 4.895                                         | hochgesetztes Dienstabteil mit Handspindelbremse                                      |                                               |                                               |
| 131                                           |                                               | P                                             | 40201–40202                                   | Schmieder                                     | 1880                                          | 2                                             |                                               | 1                                             | 1                                             | 1                                             |                                               |                                               |                                               | 2                                             | 9.220                                         | 4.860                                         | hochgesetztes Dienstabteil mit Handspindelbremse                                      |                                               |                                               |
| 131                                           | 40203–40214                                   | P                                             | Nöll                                          | 1883                                          | 12                                            |                                               |                                               | 1                                             | 1                                             | 1                                             |                                               |                                               |                                               | 2                                             | 9.220                                         | 4.860                                         | hochgesetztes Dienstabteil mit Handspindelbremse                                      |                                               |                                               |
| 133                                           | II a2                                         | Pi                                            | 40115–40120                                   | de Dietrich                                   | 1892                                          | 6                                             |                                               | 1                                             | 1                                             | 1                                             |                                               |                                               | 1                                             | 2                                             | 10.300                                        | 6.000                                         | hochgesetztes Dienstabteil mit Handspindelbremse; einseitig offener Übergang          |                                               |                                               |
| 133                                           | II a2                                         | Pi                                            | 40221–40233                                   | de Dietrich                                   | 1893                                          | 13                                            |                                               | 1                                             | 1                                             | 1                                             |                                               |                                               | 1                                             | 2                                             | 10.300                                        | 6.000                                         | hochgesetztes Dienstabteil mit Handspindelbremse; einseitig offener Übergang          |                                               |                                               |
| 133                                           | II a2                                         | Pi                                            | 40234–40235                                   | de Dietrich                                   | 1894                                          | 2                                             |                                               | 1                                             | 1                                             | 1                                             |                                               |                                               | 1                                             | 2                                             | 10.300                                        | 6.000                                         | hochgesetztes Dienstabteil mit Handspindelbremse; einseitig offener Übergang          |                                               |                                               |
| 133                                           | II a2                                         | Pi                                            | 40236–40240                                   | Gastell                                       | 1895                                          | 5                                             |                                               | 1                                             | 1                                             | 1                                             |                                               |                                               | 1                                             | 2                                             | 10.300                                        | 6.000                                         | hochgesetztes Dienstabteil mit Handspindelbremse; einseitig offener Übergang          |                                               |                                               |
| 133                                           | II a2                                         | Pi                                            | 40241–40243                                   | Gastell                                       | 1895                                          | 2                                             |                                               | 1                                             | 1                                             | 1                                             |                                               |                                               | 1                                             | 2                                             | 10.300                                        | 6.000                                         | hochgesetztes Dienstabteil mit Handspindelbremse; einseitig offener Übergang          |                                               |                                               |
| Neuere Bauarten ab 1904                       |                                               |                                               |                                               |                                               |                                               |                                               |                                               |                                               |                                               |                                               |                                               |                                               |                                               |                                               |                                               |                                               |                                                                                       |                                               |                                               |
| 139 V                                         | Bl 31 III                                     | Pi                                            | 40813–40817                                   | de Dietrich                                   | 1910                                          | 5                                             |                                               | 1                                             | 1                                             | 1                                             |                                               |                                               | 1                                             | 2                                             | 11.010                                        | 6.500                                         | hochgesetztes Dienstabteil mit Handspindelbremse; offene Übergänge; Vereinslenkachsen |                                               |                                               |
| 139 V                                         | Bl 31 III                                     | Pi                                            | 40818–40822                                   | Rastatt                                       | 1910                                          | 5                                             |                                               | 1                                             | 1                                             | 1                                             |                                               |                                               | 1                                             | 2                                             | 11.010                                        | 6.500                                         | hochgesetztes Dienstabteil mit Handspindelbremse; offene Übergänge; Vereinslenkachsen |                                               |                                               |

#### Die Dreiachsigen Packwagen der E.L.
| Dreiachsige Packwagen für den Personenverkehr | Dreiachsige Packwagen für den Personenverkehr | Dreiachsige Packwagen für den Personenverkehr | Dreiachsige Packwagen für den Personenverkehr | Dreiachsige Packwagen für den Personenverkehr | Dreiachsige Packwagen für den Personenverkehr | Dreiachsige Packwagen für den Personenverkehr | Dreiachsige Packwagen für den Personenverkehr | Dreiachsige Packwagen für den Personenverkehr | Dreiachsige Packwagen für den Personenverkehr | Dreiachsige Packwagen für den Personenverkehr | Dreiachsige Packwagen für den Personenverkehr | Dreiachsige Packwagen für den Personenverkehr | Dreiachsige Packwagen für den Personenverkehr | Dreiachsige Packwagen für den Personenverkehr | Dreiachsige Packwagen für den Personenverkehr | Dreiachsige Packwagen für den Personenverkehr | Dreiachsige Packwagen für den Personenverkehr                                                                   | Dreiachsige Packwagen für den Personenverkehr | Dreiachsige Packwagen für den Personenverkehr |
| E.L. Skizze Nr.                               | K.P.E.V. Muster- blatt                        | Gat- tung                                     | Nummern                                       | Her- steller                                  | Baujahr                                       | Anz.                                          | Art und Anzahl der Abteile                    | Art und Anzahl der Abteile                    | Art und Anzahl der Abteile                    | Art und Anzahl der Abteile                    | Art und Anzahl der Abteile                    | Art und Anzahl der Abteile                    | Anz. Toil.                                    | Anz. Ach- sen                                 | LüP [mm]                                      | Achs- stand [mm]                              | Bemerkungen |                                               |                                               |
| E.L. Skizze Nr.                               | K.P.E.V. Muster- blatt                        | Gat- tung                                     | Nummern                                       | Her- steller                                  | Baujahr                                       | Anz.                                          | B                                             | D                                             | G                                             | H                                             | P                                             | Z                                             | Anz. Toil.                                    | Anz. Ach- sen                                 | LüP [mm]                                      | Achs- stand [mm]                              | Bemerkungen |                                               |                                               |
| ältere Bauarten bis 1904                      | ältere Bauarten bis 1904                      | ältere Bauarten bis 1904                      | ältere Bauarten bis 1904                      | ältere Bauarten bis 1904                      | ältere Bauarten bis 1904                      | ältere Bauarten bis 1904                      | ältere Bauarten bis 1904                      | ältere Bauarten bis 1904                      | ältere Bauarten bis 1904                      | ältere Bauarten bis 1904                      | ältere Bauarten bis 1904                      | ältere Bauarten bis 1904                      | ältere Bauarten bis 1904                      | ältere Bauarten bis 1904                      | ältere Bauarten bis 1904                      | ältere Bauarten bis 1904                      | ältere Bauarten bis 1904                                                                                        | ältere Bauarten bis 1904                      | ältere Bauarten bis 1904                      |
| --------------------------------------------- | --------------------------------------------- | --------------------------------------------- | --------------------------------------------- | --------------------------------------------- | --------------------------------------------- | --------------------------------------------- | --------------------------------------------- | --------------------------------------------- | --------------------------------------------- | --------------------------------------------- | --------------------------------------------- | --------------------------------------------- | --------------------------------------------- | --------------------------------------------- | --------------------------------------------- | --------------------------------------------- | --- | --------------------------------------------- | --------------------------------------------- |
| 135                                           |                                               | P3i                                           | 40244–40253                                   | de dietrich                                   | 1897                                          | 10                                            |                                               | 1                                             | 1                                             | 1                                             |                                               | 1                                             | 1                                             | 3                                             | 13.650                                        | 10.050 4.575                                  | hochgesetztes Dienstabteil mit Handspindelbremse; einseitig offener Übergang; Mittelachse seitlich verschiebbar |                                               |                                               |
| 135                                           | 40254–40265                                   | P3i                                           | 1898                                          | de dietrich                                   | 12                                            |                                               |                                               | 1                                             | 1                                             | 1                                             |                                               | 1                                             | 1                                             | 3                                             | 13.650                                        | 10.050 4.575                                  | hochgesetztes Dienstabteil mit Handspindelbremse; einseitig offener Übergang; Mittelachse seitlich verschiebbar |                                               |                                               |
| 135                                           | 40266–40270                                   | P3i                                           | 1899                                          | de dietrich                                   | 5                                             |                                               |                                               | 1                                             | 1                                             | 1                                             |                                               | 1                                             | 1                                             | 3                                             | 13.650                                        | 10.050 4.575                                  | hochgesetztes Dienstabteil mit Handspindelbremse; einseitig offener Übergang; Mittelachse seitlich verschiebbar |                                               |                                               |
| 135                                           | 40271–40290                                   | P3i                                           | 1899                                          | de dietrich                                   | 20                                            |                                               |                                               | 1                                             | 1                                             | 1                                             |                                               | 1                                             | 1                                             | 3                                             | 13.650                                        | 10.050 4.575                                  | hochgesetztes Dienstabteil mit Handspindelbremse; einseitig offener Übergang; Mittelachse seitlich verschiebbar |                                               |                                               |
| 135                                           | 40290–40299                                   | P3i                                           | 1900                                          | de dietrich                                   | 9                                             |                                               |                                               | 1                                             | 1                                             | 1                                             |                                               | 1                                             | 1                                             | 3                                             | 13.650                                        | 10.050 4.575                                  | hochgesetztes Dienstabteil mit Handspindelbremse; einseitig offener Übergang; Mittelachse seitlich verschiebbar |                                               |                                               |
| 135                                           | 40300–40323                                   | P3i                                           | 1900                                          | de dietrich                                   | 24                                            |                                               |                                               | 1                                             | 1                                             | 1                                             |                                               | 1                                             | 1                                             | 3                                             | 13.650                                        | 10.050 4.575                                  | hochgesetztes Dienstabteil mit Handspindelbremse; einseitig offener Übergang; Mittelachse seitlich verschiebbar |                                               |                                               |
| Neuere Bauarten ab 1904                       |                                               |                                               |                                               |                                               |                                               |                                               |                                               |                                               |                                               |                                               |                                               |                                               |                                               |                                               |                                               |                                               | |                                               |                                               |
| 139 III                                       | IIa 11                                        | P3                                            | 40476–40491                                   | de Dietrich                                   | 1909                                          | 16                                            |                                               | 1                                             | 1                                             | 2                                             |                                               |                                               | 1                                             | 3                                             | 12.900                                        | 7.500 3.750                                   | hochgesetztes Dienstabteil mit Handspindelbremse; seitliche Laufbretter; Mittelachse seitlich verschiebbar      |                                               |                                               |
| 139 IV                                        | IIa 11                                        | P3                                            | 40492–40500                                   | de Dietrich                                   | 1909                                          | 9                                             |                                               | 1                                             | 1                                             | 2                                             |                                               |                                               | 1                                             | 3                                             | 12.900                                        | 7.500 3.750                                   | hochgesetztes Dienstabteil mit Handspindelbremse; seitliche Laufbretter; Mittelachse seitlich verschiebbar      |                                               |                                               |
| 139 IV                                        | IIa 11                                        | P3                                            | 40802–40811                                   | de Dietrich                                   | 1910                                          | 11                                            |                                               | 1                                             | 1                                             | 2                                             |                                               |                                               | 1                                             | 3                                             | 12.900                                        | 7.500 3.750                                   | hochgesetztes Dienstabteil mit Handspindelbremse; seitliche Laufbretter; Mittelachse seitlich verschiebbar      |                                               |                                               |

#### Die Drehgestell Packwagen der E.L.
| Drehgestell Packwagen für den Personenverkehr | Drehgestell Packwagen für den Personenverkehr | Drehgestell Packwagen für den Personenverkehr | Drehgestell Packwagen für den Personenverkehr | Drehgestell Packwagen für den Personenverkehr | Drehgestell Packwagen für den Personenverkehr | Drehgestell Packwagen für den Personenverkehr | Drehgestell Packwagen für den Personenverkehr | Drehgestell Packwagen für den Personenverkehr | Drehgestell Packwagen für den Personenverkehr | Drehgestell Packwagen für den Personenverkehr | Drehgestell Packwagen für den Personenverkehr | Drehgestell Packwagen für den Personenverkehr | Drehgestell Packwagen für den Personenverkehr | Drehgestell Packwagen für den Personenverkehr | Drehgestell Packwagen für den Personenverkehr | Drehgestell Packwagen für den Personenverkehr | Drehgestell Packwagen für den Personenverkehr                                       | Drehgestell Packwagen für den Personenverkehr | Drehgestell Packwagen für den Personenverkehr |
| E.L. Skizze Nr.                               | K.P.E.V. Muster- blatt                        | Gat- tung                                     | Nummern                                       | Her- steller                                  | Baujahr                                       | Anz.                                          | Art und Anzahl der Abteile                    | Art und Anzahl der Abteile                    | Art und Anzahl der Abteile                    | Art und Anzahl der Abteile                    | Art und Anzahl der Abteile                    | Art und Anzahl der Abteile                    | Anz. Toil.                                    | Anz. Ach- sen                                 | LüP [mm]                                      | Achs- stand [mm]                              | Bemerkungen                                                                         |                                               |                                               |
| E.L. Skizze Nr.                               | K.P.E.V. Muster- blatt                        | Gat- tung                                     | Nummern                                       | Her- steller                                  | Baujahr                                       | Anz.                                          | B                                             | D                                             | G                                             | H                                             | P                                             | Z                                             | Anz. Toil.                                    | Anz. Ach- sen                                 | LüP [mm]                                      | Achs- stand [mm]                              | Bemerkungen                                                                         |                                               |                                               |
| ältere Bauarten bis 1904                      | ältere Bauarten bis 1904                      | ältere Bauarten bis 1904                      | ältere Bauarten bis 1904                      | ältere Bauarten bis 1904                      | ältere Bauarten bis 1904                      | ältere Bauarten bis 1904                      | ältere Bauarten bis 1904                      | ältere Bauarten bis 1904                      | ältere Bauarten bis 1904                      | ältere Bauarten bis 1904                      | ältere Bauarten bis 1904                      | ältere Bauarten bis 1904                      | ältere Bauarten bis 1904                      | ältere Bauarten bis 1904                      | ältere Bauarten bis 1904                      | ältere Bauarten bis 1904                      | ältere Bauarten bis 1904                                                            | ältere Bauarten bis 1904                      | ältere Bauarten bis 1904                      |
| --------------------------------------------- | --------------------------------------------- | --------------------------------------------- | --------------------------------------------- | --------------------------------------------- | --------------------------------------------- | --------------------------------------------- | --------------------------------------------- | --------------------------------------------- | --------------------------------------------- | --------------------------------------------- | --------------------------------------------- | --------------------------------------------- | --------------------------------------------- | --------------------------------------------- | --------------------------------------------- | --------------------------------------------- | ----------------------------------------------------------------------------------- | --------------------------------------------- | --------------------------------------------- |
| 138                                           |                                               | PPü                                           | 40324–40327                                   | de dietrich                                   | 1902                                          | 4                                             |                                               | 1                                             | 1                                             |                                               |                                               | 1                                             | 1                                             | 4                                             | 16.300                                        | 10.000 2.500                                  | hochgesetztes Dienstabteil mit Handspindelbremse; beidseitig geschlossene Übergänge |                                               |                                               |
| 139 b                                         |                                               | PPü                                           | 40336–40339                                   | de dietrich                                   | 1903                                          | 4                                             |                                               | 1                                             | 1                                             |                                               |                                               | 1                                             | 1                                             | 4                                             | 16.300                                        | 10.000 2.500                                  | hochgesetztes Dienstabteil mit Handspindelbremse; beidseitig geschlossene Übergänge |                                               |                                               |
| Neuere Bauarten ab 1904                       |                                               |                                               |                                               |                                               |                                               |                                               |                                               |                                               |                                               |                                               |                                               |                                               |                                               |                                               |                                               |                                               |                                                                                     |                                               |                                               |
| 141 a                                         |                                               | PPü                                           | 40340–40345                                   | Gastell                                       | 1904                                          | 6                                             |                                               | 1                                             | 1                                             | 2                                             |                                               | 1                                             | 1                                             | 4                                             | 16.300                                        | 10.000 2.500                                  | hochgesetztes Dienstabteil mit Handspindelbremse; beidseitig geschlossene Übergänge |                                               |                                               |
| 141 a                                         | 40346–40356                                   | PPü                                           | de dietrich                                   | 1905                                          | 11                                            |                                               |                                               | 1                                             | 1                                             | 2                                             |                                               | 1                                             | 1                                             | 4                                             | 16.300                                        | 10.000 2.500                                  | hochgesetztes Dienstabteil mit Handspindelbremse; beidseitig geschlossene Übergänge |                                               |                                               |
| 141 a                                         | 40357–40361                                   | PPü                                           | Gastell                                       | 1905                                          | 5                                             |                                               |                                               | 1                                             | 1                                             | 2                                             |                                               | 1                                             | 1                                             | 4                                             | 16.300                                        | 10.000 2.500                                  | hochgesetztes Dienstabteil mit Handspindelbremse; beidseitig geschlossene Übergänge |                                               |                                               |
| 141 a                                         | 40362–40399                                   | PPü                                           | de dietrich                                   | 1905                                          | 38                                            |                                               |                                               | 1                                             | 1                                             | 2                                             |                                               | 1                                             | 1                                             | 4                                             | 16.300                                        | 10.000 2.500                                  | hochgesetztes Dienstabteil mit Handspindelbremse; beidseitig geschlossene Übergänge |                                               |                                               |
| 141 a                                         | 40400–40406                                   | PPü                                           | de dietrich                                   | 1906                                          | 7                                             |                                               |                                               | 1                                             | 1                                             | 2                                             |                                               | 1                                             | 1                                             | 4                                             | 16.300                                        | 10.000 2.500                                  | hochgesetztes Dienstabteil mit Handspindelbremse; beidseitig geschlossene Übergänge |                                               |                                               |
| 141 d                                         |                                               | PPü                                           | 40407–40410                                   | de dietrich                                   | 1907                                          | 4                                             |                                               | 1                                             | 1                                             | 2                                             |                                               | 1                                             | 1                                             | 4                                             | 16.300                                        | 10.000 2.500                                  | hochgesetztes Dienstabteil mit Handspindelbremse; beidseitig geschlossene Übergänge |                                               |                                               |
| 141 d                                         | 40448–40461                                   | PPü                                           | 14                                            | de dietrich                                   | 1907                                          |                                               |                                               | 1                                             | 1                                             | 2                                             |                                               | 1                                             | 1                                             | 4                                             | 16.300                                        | 10.000 2.500                                  | hochgesetztes Dienstabteil mit Handspindelbremse; beidseitig geschlossene Übergänge |                                               |                                               |

### Übersicht über die Postwagen
|          | Gattungs- zeichen | Gattungs- zeichen | Gattungs- zeichen | Herstelldaten | Herstelldaten | Wagennummern                  | Wagennummern |                  | Abmessungen | Abmessungen        | Abmessungen   | Ausstattung      | Ausstattung     | Ausstattung      | Ausstattung      | Ausstattung | Ausstattung       | Ausstattung                | Ausstattung                | Ausstattung                | Ausstattung                | Ausstattung                | Ausstattung                | Ausstattung                | Bemerkungen                             |
| E.L. Nr. | KPEV Blatt        | Gat- tung E.L.    | Gat- tung DRG     | Her- steller  | Baujahr       | Anz.                          | Nummern      | Brief- post- amt | LüP [mm]    | Höhe über SOK [mm] | Anz. Ach- sen | Achs- stand [mm] | Le- nk Ach- sen | Un- ter- ge- st. | Brem- sen- arten | Hei- zung   | Be- leu- cht- ung | Art und Anzahl der Abteile | Art und Anzahl der Abteile | Art und Anzahl der Abteile | Art und Anzahl der Abteile | Art und Anzahl der Abteile | Art und Anzahl der Abteile | Art und Anzahl der Abteile |                                         |
| E.L. Nr. | KPEV Blatt        | Gat- tung E.L.    | Gat- tung DRG     | Her- steller  | Baujahr       | Anz.                          | Nummern      | Brief- post- amt | LüP [mm]    | Höhe über SOK [mm] | Anz. Ach- sen | Achs- stand [mm] | Le- nk Ach- sen | Un- ter- ge- st. | Brem- sen- arten | Hei- zung   | Be- leu- cht- ung | A                          | B                          | D                          | G                          | P                          | V                          | Z                          |                                         |
| -------- | ----------------- | ----------------- | ----------------- | ------------- | ------------- | ----------------------------- | ------------ | ---------------- | ----------- | ------------------ | ------------- | ---------------- | --------------- | ---------------- | ---------------- | ----------- | ----------------- | -------------------------- | -------------------------- | -------------------------- | -------------------------- | -------------------------- | -------------------------- | -------------------------- | --------------------------------------- |
|          |                   | Post              |                   |               | 1849          | 1                             | 9            | Metz             |             |                    |               |                  |                 |                  |                  |             |                   |                            | 1                          |                            |                            | 1                          |                            |                            | bis 16. März 1897 ausgem.               |
|          |                   | Post              |                   |               | 1858          | 4                             | 256-259      | Metz             |             |                    |               |                  |                 |                  |                  |             |                   |                            | 1                          |                            |                            | 1                          |                            |                            | bis 18. Oktober 1884 ausgem.            |
|          |                   | Post              |                   |               | 1864          | 1                             | 376          | Metz             |             |                    |               |                  |                 |                  |                  |             |                   |                            | 1                          |                            |                            | 1                          |                            |                            | bis 18. Oktober 1884 ausgem.            |
|          | IIb               | Post              |                   |               | 1868          | 1                             | 533          | Metz             | 11.700      | 3.685              | 3             | 10.400 3.750     | A4              | E                | Brh              | D           | G                 | 1                          | 1                          | 1                          |                            | 1                          |                            |                            | verbleib bei der A.L.                   |
|          | IIb               | Post              |                   |               | 1872          | 1                             | 663          | Metz             | 11.700      | 3.685              | 3             | 10.400 3.750     | A4              | E                | Brh              | D           | G                 | 1                          | 1                          | 1                          |                            | 1                          |                            |                            | verbleib bei der A.L. ausgem.           |
|          | IIb               | Post              |                   |               | 1872          | 2                             | 668; 669     | Metz             | 11.700      | 3.685              | 3             | 10.400 3.750     | A4              | E                | Brh              | D           | G                 | 1                          | 1                          | 1                          |                            | 1                          |                            |                            | verbleib bei der A.L. ausgem.           |
|          | Ib                | Post              |                   |               | 1872          | 1                             | 676          | Metz             |             |                    |               |                  |                 |                  |                  |             |                   |                            | 1                          |                            |                            | 1                          |                            |                            | verbleib bei der A.L. ausgem.           |
|          | Ib                | Post              |                   |               | 1876          | 1                             | 964          | Metz             |             |                    |               |                  |                 |                  |                  |             |                   |                            | 1                          |                            |                            | 1                          |                            |                            | verbleib bei der A.L. ausgem.           |
|          | IIb               | Post              |                   |               | 1879          | 2                             | 1 030; 1 031 | Metz             | 11.700      | 3.685              | 3             | 10.400 3.750     | A4              | E                | Brh              | D           | G                 | 1                          | 1                          | 1                          |                            | 1                          |                            |                            | verbleib bei der A.L. ausgem.           |
|          | IIb               | Post              |                   |               | 1887          | 1                             | 1 343        | Metz             | 11.700      | 3.685              | 3             | 10.400 3.750     | A4              | E                | Brh              | D           | G                 | 1                          | 1                          | 1                          |                            | 1                          |                            |                            | verbleib bei der A.L. ausgem.           |
|          | IIIb              | Post              |                   |               | 1888          | 1                             | 1 373        | Metz             | 8.470       | 4.125              | 2             | 4.250            |                 | E                | Brh              | D           | G                 |                            | 1                          |                            |                            | 1                          |                            |                            | bei der DRG in Kassel ausgemustert 1925 |
|          | IIb               | Post              |                   |               | 1891          | 1                             | 1 496        | Metz             | 11.700      | 3.685              | 3             | 10.400 3.750     | A4              | E                | Brh              | D           | G                 | 1                          | 1                          | 1                          |                            | 1                          |                            |                            | verbleib bei der A.L. ausgem.           |
|          | IIb               | Post              |                   |               | 1893          | 2                             | 1 725; 1 726 | Metz             | 11.700      | 3.685              | 3             | 10.400 3.750     | A4              | E                | Brh              | D           | G                 | 1                          | 1                          | 1                          |                            | 1                          |                            |                            | verbleib bei der A.L. ausgem.           |
|          | IIb               | Post              |                   |               | 1893          | 1                             | 1 764        | Metz             | 11.700      | 3.685              | 3             | 10.400 3.750     | A4              | E                | Brh              | D           | G                 | 1                          | 1                          | 1                          |                            | 1                          |                            |                            | verbleib bei der A.L. ausgem.           |
| 3        | IIb               | Post              | 1 765             | Straßburg     | 1893          | ausgem. Karlsruhe, 1935       |              |                  | 11.700      | 3.685              | 3             | 10.400 3.750     | A4              | E                | Brh              | D           | G                 | 1                          | 1                          | 1                          |                            | 1                          |                            |                            |                                         |
| 3        | IIb               | Post              | 1 766             | Straßburg     | 1893          | verbleib bei der A.L. ausgem. |              |                  | 11.700      | 3.685              | 3             | 10.400 3.750     | A4              | E                | Brh              | D           | G                 | 1                          | 1                          | 1                          |                            | 1                          |                            |                            |                                         |
| 3        | IIb               | Post              | 1 767             | Straßburg     | 1893          | verbleib bei der A.L. ausgem. |              |                  | 11.700      | 3.685              | 3             | 10.400 3.750     | A4              | E                | Brh              | D           | G                 | 1                          | 1                          | 1                          |                            | 1                          |                            |                            |                                         |
| 2        | IIb               | Post              | 1 768             | Metz          | 1893          | verbleib bei der A.L. ausgem. |              |                  | 11.700      | 3.685              | 3             | 10.400 3.750     | A4              | E                | Brh              | D           | G                 | 1                          | 1                          | 1                          |                            | 1                          |                            |                            |                                         |
| 2        | IIb               | Post              | 1 769             | Metz          | 1893          | ausgem. Koblenz, 1932         |              |                  | 11.700      | 3.685              | 3             | 10.400 3.750     | A4              | E                | Brh              | D           | G                 | 1                          | 1                          | 1                          |                            | 1                          |                            |                            |                                         |

## Liste der Nebenbahnwagen, Regelspur

### Die Nebenbahn Wagen der E.L.
| Durchgangswagen der E.L. | Durchgangswagen der E.L. | Durchgangswagen der E.L. | Durchgangswagen der E.L. | Durchgangswagen der E.L. | Durchgangswagen der E.L. | Durchgangswagen der E.L. | Durchgangswagen der E.L. | Durchgangswagen der E.L. | Durchgangswagen der E.L. | Durchgangswagen der E.L. | Durchgangswagen der E.L. | Durchgangswagen der E.L. | Durchgangswagen der E.L. | Durchgangswagen der E.L. | Durchgangswagen der E.L. | Durchgangswagen der E.L. | Durchgangswagen der E.L. | Durchgangswagen der E.L. | Durchgangswagen der E.L.                                                                 |
| E.L. Skizze Nr.          | K.P.E.V. Muster- blatt   | Gat- tung                | Nummern                  | Her- steller             | Baujahr                  | Anz.                     | Anz. Abteile             | Anz. Abteile             | Anz. Abteile             | Anz. Abteile             | Anz. Sitze               | Anz. Sitze               | Anz. Sitze               | Anz. Sitze               | Anz. Toil.               | Anz. Ach- sen            | LüP [mm]                 | Achs- stand [mm]         | Bemerkungen                                                                              |
| E.L. Skizze Nr.          | K.P.E.V. Muster- blatt   | Gat- tung                | Nummern                  | Her- steller             | Baujahr                  | Anz.                     | I                        | II                       | III                      | VI                       | I                        | II                       | III                      | VI                       | Anz. Toil.               | Anz. Ach- sen            | LüP [mm]                 | Achs- stand [mm]         | Bemerkungen                                                                              |
| ------------------------ | ------------------------ | ------------------------ | ------------------------ | ------------------------ | ------------------------ | ------------------------ | ------------------------ | ------------------------ | ------------------------ | ------------------------ | ------------------------ | ------------------------ | ------------------------ | ------------------------ | ------------------------ | ------------------------ | ------------------------ | ------------------------ | ---------------------------------------------------------------------------------------- |
| 178                      |                          | BCi                      | B 1                      | SIG                      | 1880                     | 1                        |                          | 2                        | 3                        |                          |                          | 16                       | 24                       |                          |                          | 2                        | 9.000                    | 3.700                    | Handspindelbremse; Laternendach; offene Übergangsbühnen                                  |
| 179I                     |                          | CDi                      | B 2-B 4                  | Wöhlert                  | 1881                     | 3                        |                          |                          | 1                        | 2                        |                          |                          | 8                        | 16/24                    |                          | 2                        | 9.380                    | 4.500                    | Handspindelbremse; flaches Dach; offene Übergänge; zwei Traglastabteile IV Klasse        |
| 179I                     | B 5-B 7                  | CDi                      | Schmieder                | 1882                     | 3                        |                          |                          |                          | 1                        | 2                        |                          |                          | 8                        | 16/24                    |                          | 2                        | 9.380                    | 4.500                    | Handspindelbremse; flaches Dach; offene Übergänge; zwei Traglastabteile IV Klasse        |
| 179I                     | B 8-B 19                 | CDi                      | de Dietrich              | 1883                     | 12                       |                          |                          |                          | 1                        | 2                        |                          |                          | 8                        | 16/24                    |                          | 2                        | 9.380                    | 4.500                    | Handspindelbremse; flaches Dach; offene Übergänge; zwei Traglastabteile IV Klasse        |
| 180                      |                          | BCi                      | B 20-B 34                | de Dietrich              | 1886                     | 4                        |                          | 1                        | 4                        |                          |                          | 8                        | 32                       |                          |                          | 2                        | 9.380                    | 4.500                    | Handspindelbremse; flaches Dach; offene Übergänge;                                       |
| 180a                     |                          | BCi                      | B 20-B 34                | de Dietrich              | 1884                     | 15                       |                          | 1                        | 3 ¾                      |                          |                          | 8                        | 15                       |                          | 1                        | 2                        | 9.380                    | 4.500                    | Handspindelbremse; flaches Dach; offene Übergänge;                                       |
| 180a                     | B 50-B 51                | BCi                      | 1885                     | de Dietrich              | 2                        |                          |                          | 1                        | 3 ¾                      |                          |                          | 8                        | 15                       |                          | 1                        | 2                        | 9.380                    | 4.500                    | Handspindelbremse; flaches Dach; offene Übergänge;                                       |
| 180a                     | B 57-B 68                | BCi                      | 1886                     | de Dietrich              | 8                        |                          |                          | 1                        | 3 ¾                      |                          |                          | 8                        | 15                       |                          | 1                        | 2                        | 9.380                    | 4.500                    | Handspindelbremse; flaches Dach; offene Übergänge;                                       |
| 179                      |                          | Ci                       | B 35-B 49                | de Dietrich              | 1884                     | 15                       |                          |                          | 3                        |                          |                          |                          | 16 / 24                  |                          |                          | 2                        | 9.380                    | 4.500                    | Handspindelbremse; flaches Dach; offene Übergänge; zwei Traglastabteile mit Stehplätzen  |
| 179                      | B 52-B 53                | Ci                       | 1885                     | de Dietrich              | 2                        |                          |                          |                          | 3                        |                          |                          |                          | 16 / 24                  |                          |                          | 2                        | 9.380                    | 4.500                    | Handspindelbremse; flaches Dach; offene Übergänge; zwei Traglastabteile mit Stehplätzen  |
|                          |                          | ABi                      |                          | SIG                      | 1879                     | 1                        | 1                        | 1                        |                          |                          | 6                        | 24                       |                          |                          |                          | 2                        | 8.400                    | 3.500                    | Handspindelbremse; Laternendach; offene Übergangsbühnen; Seitenfenster mit Holzjalousien |
|                          |                          | Ci                       |                          | SIG                      | 1879                     | 1                        |                          | 1                        |                          |                          |                          |                          | 40                       |                          |                          | 2                        | 8.900                    | 3.700                    | Handspindelbremse; Laternendach; offene Übergangsbühnen; Seitenfenster mit Holzjalousien |
|                          |                          | ABi                      | A 40-A 41                | SIG                      | 1885                     | 2                        | 1                        | 2                        |                          |                          | 6                        | 24                       |                          |                          |                          | 2                        | 9.250                    | 4.160                    | Handspindelbremse; Laternendach; offene Übergangsbühnen                                  |

### Die kombinierten Nebenbahnwagen der E.L.
| Durchgangswagen mit Postabteil der E.L. | Durchgangswagen mit Postabteil der E.L. | Durchgangswagen mit Postabteil der E.L. | Durchgangswagen mit Postabteil der E.L. | Durchgangswagen mit Postabteil der E.L. | Durchgangswagen mit Postabteil der E.L. | Durchgangswagen mit Postabteil der E.L. | Durchgangswagen mit Postabteil der E.L. | Durchgangswagen mit Postabteil der E.L. | Durchgangswagen mit Postabteil der E.L. | Durchgangswagen mit Postabteil der E.L. | Durchgangswagen mit Postabteil der E.L. | Durchgangswagen mit Postabteil der E.L. | Durchgangswagen mit Postabteil der E.L. | Durchgangswagen mit Postabteil der E.L. | Durchgangswagen mit Postabteil der E.L. | Durchgangswagen mit Postabteil der E.L. | Durchgangswagen mit Postabteil der E.L. | Durchgangswagen mit Postabteil der E.L. | Durchgangswagen mit Postabteil der E.L.                                                            |
| E.L. Skizze Nr.                         | K.P.E.V. Muster- blatt                  | Gat- tung                               | Nummern                                 | Her- steller                            | Baujahr                                 | Anz.                                    | Anz. Abteile                            | Anz. Abteile                            | Anz. Abteile                            | Anz. Abteile                            | Anz. Sitze                              | Anz. Sitze                              | Anz. Sitze                              | Anz. Sitze                              | Anz. Toil.                              | Anz. Ach- sen                           | LüP [mm]                                | Achs- stand [mm]                        | Bemerkungen                                                                                        |
| E.L. Skizze Nr.                         | K.P.E.V. Muster- blatt                  | Gat- tung                               | Nummern                                 | Her- steller                            | Baujahr                                 | Anz.                                    | I                                       | II                                      | III                                     | VI                                      | I                                       | II                                      | III                                     | VI                                      | Anz. Toil.                              | Anz. Ach- sen                           | LüP [mm]                                | Achs- stand [mm]                        | Bemerkungen                                                                                        |
| --------------------------------------- | --------------------------------------- | --------------------------------------- | --------------------------------------- | --------------------------------------- | --------------------------------------- | --------------------------------------- | --------------------------------------- | --------------------------------------- | --------------------------------------- | --------------------------------------- | --------------------------------------- | --------------------------------------- | --------------------------------------- | --------------------------------------- | --------------------------------------- | --------------------------------------- | --------------------------------------- | --------------------------------------- | -------------------------------------------------------------------------------------------------- |
| 182                                     |                                         | CPosti                                  | B 54-B 56                               | Esslingen                               | 1885/86                                 | 3                                       |                                         |                                         | 2                                       |                                         |                                         |                                         | 15                                      |                                         |                                         | 2                                       | 8.825                                   | 4.000                                   | ohne Bremsen; mit 3/5 Postabteil; flaches Dach, seitlicher Gang neben Postabteil; offene Übergänge |
| 183                                     |                                         | BPosti                                  | B 69                                    | de Dietrich                             | 1886                                    | 1                                       |                                         | 1                                       |                                         |                                         |                                         | 8                                       |                                         |                                         |                                         | 2                                       | 8.764                                   | 4.300                                   | ohne Bremsen; mit 4/5 Postabteil; flaches Dach, seitlicher Gang neben Postabteil; offene Übergänge |

| 188 |  | PPosti | C 1-C 2 | Wöhlert   | 1881    | 2 |  |  | 1 |  | 1 |  |  | 2 | 8.275 | 3.750 | flaches Dach, Handspindelbremse auf offener Übergangsbühne; |
| 188 |  | PPosti | C 3-C 4 | Schmieder | 1882/83 | 2 |  |  | 1 |  | 1 |  |  | 2 | 8.275 | 3.750 | flaches Dach, Handspindelbremse auf offener Übergangsbühne; |
| 188 |  | PPosti | C 9     | Schmieder | 1883    | 1 |  |  | 1 |  | 1 |  |  | 2 | 8.275 | 3.750 | flaches Dach, Handspindelbremse auf offener Übergangsbühne; |

## Liste der Nebenbahnwagen Schmalspur (1000 mm)
Die Wagen haben alle eine Mittelpuffer-Kupplung.
|                                                 | Gattungs- zeichen           | Gattungs- zeichen           | Herstelldaten               | Herstelldaten               | Wagennummern je Epoche      | Wagennummern je Epoche      | Abmessungen                 | Abmessungen                 | Abmessungen                 | Ausstattung (siehe Legende) | Ausstattung (siehe Legende) | Ausstattung (siehe Legende) | Ausstattung (siehe Legende) | Ausstattung (siehe Legende) | Ausstattung (siehe Legende) | Abteiltypen u Sitzplätze (siehe Legende) | Abteiltypen u Sitzplätze (siehe Legende) | Abteiltypen u Sitzplätze (siehe Legende) | Abteiltypen u Sitzplätze (siehe Legende) | Abteiltypen u Sitzplätze (siehe Legende) | Abteiltypen u Sitzplätze (siehe Legende) | Abteiltypen u Sitzplätze (siehe Legende) | Abteiltypen u Sitzplätze (siehe Legende) | Bemerkungen                        |                             |                             |
| E.L. Nr.                                        | KPEV Blatt                  | Gat- tung                   | Her- steller                | Baujahr                     | Anz.                        | Nummern                     | LüP [mm]                    | Höhe über SOK [mm]          | Anz. Ach- sen               | Achs- stand [mm]            | Le- nk Ach- sen             | Un- ter- ge- st.            | Brem- sen- arten            | Hei- zung                   | Be- leu- cht- ung           | Anz. Abteile                             | Anz. Abteile                             | Anz. Abteile                             | Anz. Sitzplätze                          | Anz. Sitzplätze                          | Anz. Sitzplätze                          | Stehpl.                                  | Stehpl.                                  |                                    |                             |                             |
| E.L. Nr.                                        | KPEV Blatt                  | Gat- tung                   | Her- steller                | Baujahr                     | Anz.                        | Nummern                     | LüP [mm]                    | Höhe über SOK [mm]          | Anz. Ach- sen               | Achs- stand [mm]            | Le- nk Ach- sen             | Un- ter- ge- st.            | Brem- sen- arten            | Hei- zung                   | Be- leu- cht- ung           | II                                       | III                                      | IV                                       | II                                       | III                                      | IV                                       | innen                                    | außen                                    |                                    |                             |                             |
| zweiachsige Durchgangswagen                     | zweiachsige Durchgangswagen | zweiachsige Durchgangswagen | zweiachsige Durchgangswagen | zweiachsige Durchgangswagen | zweiachsige Durchgangswagen | zweiachsige Durchgangswagen | zweiachsige Durchgangswagen | zweiachsige Durchgangswagen | zweiachsige Durchgangswagen | zweiachsige Durchgangswagen | zweiachsige Durchgangswagen | zweiachsige Durchgangswagen | zweiachsige Durchgangswagen | zweiachsige Durchgangswagen | zweiachsige Durchgangswagen | zweiachsige Durchgangswagen              | zweiachsige Durchgangswagen              | zweiachsige Durchgangswagen              | zweiachsige Durchgangswagen              | zweiachsige Durchgangswagen              | zweiachsige Durchgangswagen              | zweiachsige Durchgangswagen              | zweiachsige Durchgangswagen              | zweiachsige Durchgangswagen        | zweiachsige Durchgangswagen | zweiachsige Durchgangswagen |
| ----------------------------------------------- | --------------------------- | --------------------------- | --------------------------- | --------------------------- | --------------------------- | --------------------------- | --------------------------- | --------------------------- | --------------------------- | --------------------------- | --------------------------- | --------------------------- | --------------------------- | --------------------------- | --------------------------- | ---------------------------------------- | ---------------------------------------- | ---------------------------------------- | ---------------------------------------- | ---------------------------------------- | ---------------------------------------- | ---------------------------------------- | ---------------------------------------- | ---------------------------------- | --------------------------- | --------------------------- |
| 1                                               |                             | CDi                         | MAN                         | 1890                        | 2                           | D1; D2                      | 8.700                       | 3.015                       | 2                           | 3.500                       |                             | E                           | H                           | D                           | Ggl                         |                                          | 1                                        | 1                                        |                                          | 8                                        | 16                                       | 8                                        | 10                                       | beidseitige offene Übergangsbühnen |                             |                             |
| 3                                               |                             | BCi                         | MAN                         | 1891                        | 1                           | D8                          | 8.500                       | 3.016                       | 2                           | 3.700                       |                             | E                           | H                           | D                           | Ggl                         | 1                                        | 3                                        |                                          | 8                                        | 14                                       |                                          |                                          | 10                                       | beidseitige offene Übergangsbühnen |                             |                             |
| 3                                               | CDi                         | 4                           | MAN                         | 1891                        | D6; D7 D9; D10              |                             | 8.500                       | 3.016                       | 2                           | 3.700                       | 1                           | E                           | H                           | D                           | Ggl                         | 1                                        |                                          | 8                                        | 16                                       |                                          | 10                                       |                                          |                                          | beidseitige offene Übergangsbühnen |                             |                             |
| 5                                               |                             | BDi                         | MAN                         | 1892                        | 2                           | D14; D15                    | 8.500                       | 3.213                       | 2                           | 3.500                       |                             | E                           | H                           | D                           | Ggl                         | 1                                        |                                          | 1                                        | 8                                        |                                          | 16                                       | 8                                        | 10                                       | beidseitige offene Übergangsbühnen |                             |                             |
| 6                                               |                             | CDi                         | de Dietrich                 | 1899                        | 8                           | D16-D23                     | 8.646                       | 3.021                       | 2                           | 3.700                       |                             | E                           | H                           | D                           | Ggl                         |                                          | 2                                        | 1                                        |                                          | 16                                       | 8                                        | 8                                        | 10                                       | beidseitige offene Übergangsbühnen |                             |                             |
| 7                                               |                             | CDi                         | de Dietrich                 | 1901                        | 1                           | D24                         | 8.920                       |                             | 2                           | 3.700                       |                             | E                           | H                           | D                           | Ggl                         |                                          | 1                                        | 3                                        |                                          | 8                                        | 16                                       |                                          | 10                                       | beidseitige offene Übergangsbühnen |                             |                             |
| 8                                               |                             | CDi                         | de Dietrich                 | 1901                        | 4                           | D25-D28                     | 8.646                       | 3.121                       | 2                           | 3.700                       |                             | E                           | H                           | D                           | Ggl                         |                                          | 2                                        | 1                                        |                                          | 16                                       | 8                                        | 8                                        | 10                                       | beidseitige offene Übergangsbühnen |                             |                             |
| vierachsige Durchgangswagen                     |                             |                             |                             |                             |                             |                             |                             |                             |                             |                             |                             |                             |                             |                             |                             |                                          |                                          |                                          |                                          |                                          |                                          |                                          |                                          |                                    |                             |                             |
| 9                                               |                             | BCDi                        | de Dietrich                 | 1903                        | 4                           | D29-D32                     | 15.620                      | 3.245                       | 4                           | 8.220 1.500                 |                             | E                           | H                           | D                           | Ggl                         | 1                                        | 1                                        | 3                                        | 8                                        | 8                                        | 32                                       | 8                                        | 10                                       | beidseitige offene Übergangsbühnen |                             |                             |
| 10                                              |                             | CDi                         | de Dietrich                 | 1903                        | 3                           | D33-D35                     | 13.520                      | 3.245                       | 4                           | 8.220 1.500                 |                             | E                           | H                           | D                           | Ggl                         |                                          | 2                                        | 5                                        |                                          | 16                                       | 32                                       | 8                                        | 10                                       | beidseitige offene Übergangsbühnen |                             |                             |
| 11                                              |                             | BCDi                        | de Dietrich                 | 1903                        | 2                           | D36-D37                     | 13.520                      | 3.245                       | 4                           | 8.220 1.500                 |                             | E                           | H                           | D                           | Ggl                         | 1                                        | 2                                        | 3                                        | 8                                        | 8                                        | 32                                       | 8                                        | 10                                       | beidseitige offene Übergangsbühnen |                             |                             |
| 12                                              |                             | CDi                         | de Dietrich                 | 1911                        | 3                           | D38-D40                     | 15.620                      | 3.245                       | 4                           | 8.220 1.500                 |                             | E                           | H                           | D                           | Ggl                         |                                          | 4                                        | 1                                        |                                          | 32                                       | 20                                       | 8                                        | 10                                       | beidseitige offene Übergangsbühnen |                             |                             |
| Wagen der Kayersberger Talbahn                  |                             |                             |                             |                             |                             |                             |                             |                             |                             |                             |                             |                             |                             |                             |                             |                                          |                                          |                                          |                                          |                                          |                                          |                                          |                                          |                                    |                             |                             |
| 2                                               |                             | CDi                         |                             | 1890                        | 2                           | D3;D5                       | 8.690                       | 2.900                       | 2                           | 2.700                       |                             | E                           | H                           | D                           | Ggl                         |                                          | 2                                        | 1                                        |                                          | 16                                       | 8                                        | 8                                        | 10                                       | beidseitige offene Übergangsbühnen |                             |                             |
| 2                                               | 1                           | CDi                         | D4                          | 1890                        |                             | 1                           | 8.690                       | 2.900                       | 2                           | 2.700                       | 2                           | E                           | H                           | D                           | Ggl                         |                                          | 8                                        | 16                                       | 8                                        | 10                                       |                                          |                                          |                                          | beidseitige offene Übergangsbühnen |                             |                             |
| Wagen der Pfalzburg-Wilsberg-Lützelsburger Bahn |                             |                             |                             |                             |                             |                             |                             |                             |                             |                             |                             |                             |                             |                             |                             |                                          |                                          |                                          |                                          |                                          |                                          |                                          |                                          |                                    |                             |                             |
| 4                                               |                             | CDi                         |                             | 1891                        | 3                           | D11-D13                     | 7.640                       | 3.013                       | 2                           | 3.000                       |                             | E                           | H                           | D                           | Ggl                         |                                          | 1                                        | 1                                        |                                          | 6                                        | 10                                       |                                          | 7                                        | beidseitige offene Übergangsbühnen |                             |                             |

## Liste der Triebwagen, Regelspur
| Akkumulator Triebwagen | Akkumulator Triebwagen | Akkumulator Triebwagen | Akkumulator Triebwagen                    | Akkumulator Triebwagen | Akkumulator Triebwagen | Akkumulator Triebwagen | Akkumulator Triebwagen | Akkumulator Triebwagen | Akkumulator Triebwagen | Akkumulator Triebwagen | Akkumulator Triebwagen | Akkumulator Triebwagen | Akkumulator Triebwagen | Akkumulator Triebwagen | Akkumulator Triebwagen | Akkumulator Triebwagen | Akkumulator Triebwagen | Akkumulator Triebwagen | Akkumulator Triebwagen |
| E.L. Skizze Nr.        | K.P.E.V. Muster- blatt | Gat- tung              | Nummern                                   | Her- steller           | Baujahr                | Anz.                   | Anz. Abteile           | Anz. Abteile           | Anz. Abteile           | Anz. Abteile           | Anz. Sitze             | Anz. Sitze             | Anz. Sitze             | Anz. Sitze             | Anz. Toil.             | Anz. Ach- sen          | LüP [mm]               | Achs- stand [mm]       | Bemerkungen |
| E.L. Skizze Nr.        | K.P.E.V. Muster- blatt | Gat- tung              | Nummern                                   | Her- steller           | Baujahr                | Anz.                   | I                      | II                     | III                    | VI                     | I                      | II                     | III                    | VI                     | Anz. Toil.             | Anz. Ach- sen          | LüP [mm]               | Achs- stand [mm]       | Bemerkungen |
| ---------------------- | ---------------------- | ---------------------- | ----------------------------------------- | ---------------------- | ---------------------- | ---------------------- | ---------------------- | ---------------------- | ---------------------- | ---------------------- | ---------------------- | ---------------------- | ---------------------- | ---------------------- | ---------------------- | ---------------------- | ---------------------- | ---------------------- | --- |
| 119I                   | AT 3                   | CD                     | AT3-1 + AT3-2 AT3-3 + AT3-4 AT3-5 + AT3-6 | Gastell                | 1910                   | 3                      |                        |                        | 5                      | 2                      |                        |                        | 46                     | 20 35                  |                        | 6                      | 25.850                 |                        | Achsfolge 2A+A2; Vierte Klasse mit Stehplätzen und Traglastabteil; Stationierung in Metz;bei der DRG ausgemustert um 1924/25       |
|                        | AT 3/12                | CD                     | AT3-7 + AT3-8 AT3-9 + AT3-10              | Gastell                | 1914                   | 2                      |                        |                        | 5                      | 2                      |                        |                        | 46                     | 20 35                  |                        | 6                      | 25.850                 |                        | Achsfolge 2A+A2; Vierte Klasse mit Stehplätzen und Traglastabteil; Stationierung in Straßburg;bei der DRG ausgemustert um 1924/25  |
|                        | AT 3/12                | CD                     | AT3-11 + AT3-12 AT3-13 + AT3-14           | Gastell                | 1914                   | 2                      |                        |                        | 5                      | 2                      |                        |                        | 46                     | 20 35                  |                        | 6                      | 25.850                 |                        | Achsfolge 2A+A2; Vierte Klasse mit Stehplätzen und Traglastabteil; Stationierung in Saargemünd;bei der DRG ausgemustert um 1924/25 |

## Übersicht über die Bahndienstwagen
Hier werden nur die für Personentransport bzw. aus Personenwagen umgebauten Typen ausgelistet. Die übrigen Typen sind in der Liste der Güterwagen der E.L. zu finden.
|                                           | Gattungs- zeichen | Gattungs- zeichen | Herstelldaten  | Herstelldaten    | Wagennummern je Epoche | Wagennummern je Epoche | Wagennummern je Epoche    | Abmessungen    | Abmessungen        | Abmessungen    | Abmessungen      | Abmessungen     | Abmessungen      | Ausstattung (siehe Legende) | Ausstattung (siehe Legende) | Ausstattung (siehe Legende) | Ausstattung (siehe Legende)        | Ausstattung (siehe Legende)        | Ausstattung (siehe Legende)        | Ausstattung (siehe Legende)        | Ausstattung (siehe Legende)        | Ausstattung (siehe Legende)        | Bemerkungen                                  |
| E.L. Nr.                                  | KPEV Blatt        | Gat- tung         | Her- steller   | Baujahr          | Anz.                   | Nummern bis 1897       | Nummern ab 1897           | LüP [mm]       | Höhe über SOK [mm] | Anz. Ach- sen  | Achs- stand [mm] | Le- nk Ach- sen | Un- ter- ge- st. | Brem- sen- arten            | Hei- zung                   | Be- leu- cht- ung           | Anz. Abteile & Art (siehe Legende) | Anz. Abteile & Art (siehe Legende) | Anz. Abteile & Art (siehe Legende) | Anz. Abteile & Art (siehe Legende) | Anz. Abteile & Art (siehe Legende) | Anz. Abteile & Art (siehe Legende) |                                              |
| E.L. Nr.                                  | KPEV Blatt        | Gat- tung         | Her- steller   | Baujahr          | Anz.                   | Nummern bis 1897       | Nummern ab 1897           | LüP [mm]       | Höhe über SOK [mm] | Anz. Ach- sen  | Achs- stand [mm] | Le- nk Ach- sen | Un- ter- ge- st. | Brem- sen- arten            | Hei- zung                   | Be- leu- cht- ung           | I                                  | II                                 | III                                | A                                  | D                                  | Ge                                 |                                              |
| Revisionswagen                            | Revisionswagen    | Revisionswagen    | Revisionswagen | Revisionswagen   | Revisionswagen         | Revisionswagen         | Revisionswagen            | Revisionswagen | Revisionswagen     | Revisionswagen | Revisionswagen   | Revisionswagen  | Revisionswagen   | Revisionswagen              | Revisionswagen              | Revisionswagen              | Revisionswagen                     | Revisionswagen                     | Revisionswagen                     | Revisionswagen                     | Revisionswagen                     | Revisionswagen                     | Revisionswagen                               |
| ----------------------------------------- | ----------------- | ----------------- | -------------- | ---------------- | ---------------------- | ---------------------- | ------------------------- | -------------- | ------------------ | -------------- | ---------------- | --------------- | ---------------- | --------------------------- | --------------------------- | --------------------------- | ---------------------------------- | ---------------------------------- | ---------------------------------- | ---------------------------------- | ---------------------------------- | ---------------------------------- | -------------------------------------------- |
| P 5                                       |                   | Rev.              | Schmieder      | 1871             | 1                      | 57                     |                           | 9.100          | 3.397              | 2              | 4.500            |                 |                  | Pl                          | D                           | G                           | 10                                 |                                    |                                    | 1                                  | 2                                  |                                    | einseitige Übergangsplattform                |
| P 11                                      |                   | Rev.              | Gastell        | 1888 (Umb. 1901) | 1                      | 87                     |                           | 11.800         | 3.825              | 3              | 7.500 3.750      |                 |                  | Pl                          | D O                         | G                           | 10                                 |                                    |                                    | 1                                  | 2                                  |                                    | in der Werkstätte Bischheim umgebaut         |
| P 31                                      |                   | Rev.              | Gastell        | 1873 (Umb. 1878) | 1                      | 213                    |                           | 8.964          | 3.825              | 2              | 6.000            |                 |                  | Pl                          | D O                         | G                           | 4                                  |                                    |                                    | 1                                  | 1                                  |                                    | in der Werkstätte Montigny umgebaut          |
| Expedidionswagen                          |                   |                   |                |                  |                        |                        |                           |                |                    |                |                  |                 |                  |                             |                             |                             |                                    |                                    |                                    |                                    |                                    |                                    |                                              |
| P 55                                      |                   | A                 | München        | 1873 (Umb. 1873) | 4                      | 651 652 654 656        | No. I No. II No. IV No. V | 9.050          | 3.293              | 2              | 4.700            |                 | E                |                             | O                           | Oe                          | 2 (2)                              |                                    |                                    |                                    |                                    |                                    | Umbau aus Abteilwagen nach Blatt 51          |
| P 56                                      |                   | A                 | München        |                  | 1                      | 32 591                 | No. III                   |                |                    | 2              |                  |                 | E                | Pl                          | O                           | Oe                          | 2 (2)                              |                                    |                                    |                                    |                                    |                                    | beikdseitige Übergangsbühnen                 |
| Krankentransportwagen                     |                   |                   |                |                  |                        |                        |                           |                |                    |                |                  |                 |                  |                             |                             |                             |                                    |                                    |                                    |                                    |                                    |                                    |                                              |
| P 11I                                     |                   | Kr.               | Gastell        | 1888 (Umb. 1900) | 1                      | 74                     |                           | 11.900         | 4.125              | 3              | 6.500 3.250      |                 |                  | Brh                         | D                           | G                           | 3                                  |                                    |                                    | 2                                  |                                    |                                    | in der Werkstätte Bischheim umgebaut         |
| Arztwagen (mit 6 Krankentransportplätzen) |                   |                   |                |                  |                        |                        |                           |                |                    |                |                  |                 |                  |                             |                             |                             |                                    |                                    |                                    |                                    |                                    |                                    |                                              |
| P 62                                      |                   | Kr.               | de dietrich    | 1883 (Umb. 1903) | 5                      | 837-841                |                           | 10.500         | 3.787              | 2              | 4.560            |                 | E                | Pl                          | O                           | G                           | 3                                  |                                    |                                    | 2                                  |                                    |                                    | aus Ci nach Blatt P61 umgebaut               |
| Arztwagen                                 |                   |                   |                |                  |                        |                        |                           |                |                    |                |                  |                 |                  |                             |                             |                             |                                    |                                    |                                    |                                    |                                    |                                    |                                              |
|                                           | Ic8a              | Kr.               | Rastatt        | 1912 (Umb. 1914) | 3                      | 001; 002 2 910         |                           | 12.200         | 3.247              | 3              | 7.000 3.500      |                 |                  | Pl                          | D O                         | G                           |                                    |                                    |                                    |                                    |                                    |                                    | auf Basis der Wagen nach Blatt Ic8a umgebaut |
| Gefangenentransportwagen                  |                   |                   |                |                  |                        |                        |                           |                |                    |                |                  |                 |                  |                             |                             |                             |                                    |                                    |                                    |                                    |                                    |                                    |                                              |
| P 38                                      |                   | C                 | Reifert        | 1872             | 1                      | 401                    |                           | 8.936          | 3.294              | 2              | 4.364            |                 | H,E              |                             | D O                         | G                           |                                    |                                    | 4 (36)                             | 1                                  | 1                                  |                                    |                                              |

## Legende
1. 1 2 3 4  Briefabteil
2. 1 2 3 4  Dienstabteil
3. 1 2 3 4  Gepäckabteil
4. 1 2 3 4  Abteil für Hunde bzw. Kleintiertransport
5. 1 2 3 4  Packetabteil
6. 1 2 3 4  Zollabteil